# Gare de Strasbourg-Ville
La gare de Strasbourg-Ville,, usuellement appelée « gare de Strasbourg », ou encore « gare centrale », est une gare ferroviaire française située près du centre-ville de Strasbourg, dans la collectivité européenne d'Alsace, en région Grand Est.
Inaugurée en 1883 par l'administration allemande de l'époque, elle remplace l'ancienne gare de Strasbourg, et constitue le centre d'une importante « étoile ferroviaire » à cinq branches dont une est transfrontalière. C'est une gare de la Société nationale des chemins de fer français (SNCF), dont la desserte est aussi bien régionale que nationale et internationale. Elle est également le principal pôle d'échanges de l'agglomération strasbourgeoise. Elle est la troisième gare de France (hors région parisienne) quant à l'importance du trafic voyageurs, derrière Lyon-Part-Dieu et Lille-Flandres.
Un important réaménagement de la gare (ainsi que de son parvis), marqué par la construction d'une verrière devant la façade historique, a été réalisé dans le cadre de la mise en service du TGV Est en 2007.

## Situation ferroviaire
Établie à 143 mètres d'altitude, la gare de Strasbourg-Ville est l'aboutissement, au point kilométrique (PK) 502,000, de la ligne de Noisy-le-Sec à Strasbourg-Ville (également appelée ligne de Paris-Est à Strasbourg-Ville ; la gare précédente est le triage de Hausbergen). Nœud ferroviaire, elle constitue l'origine, au PK 0,000, des lignes de Strasbourg-Ville à Saint-Louis (la gare suivante est Graffenstaden), Strasbourg-Ville à Saint-Dié (la gare suivante est Strasbourg-Roethig), Strasbourg à Lauterbourg (la gare suivante est Schiltigheim), et Strasbourg-Ville à Strasbourg-Port-du-Rhin (cette dernière permet l'accès au réseau allemand ; la gare suivante est Strasbourg-Neudorf). En outre, la gare est l'origine du chaînage des PK de la ligne de Réding à Metz-Ville (et de son prolongement, la ligne de Metz-Ville à Zoufftgen), bien que le début de cette dernière soit situé en gare de Réding (à plus de 66 kilomètres en direction de Paris).
Pour toutes les catégories de trains, ses voies (9 de passage et 5 en impasse, plus celles de service) et appareils de voie sont parcourables à la vitesse limite de 30 km/h dans la zone des quais (au nombre de 6) et les proches environs. Lesdites voies sont toutes électrifiées en 25 kV – 50 Hz (courant alternatif monophasé).
L'ensemble des circulations ferroviaires de la gare, et d'une partie des lignes y affluant, est contrôlé par un unique poste d'aiguillage informatique,, officiellement nommé « Strasbourg-Ville poste 1 » (situé au PK 0,2) et fonctionnant en continu ; il est également appelé la commande centralisée du réseau (CCR) de Strasbourg. Il peut commander jusqu'à 1 280 itinéraires différents par l'intermédiaire de 185 aiguillages, et ainsi gérer 1 000 mouvements quotidiens.

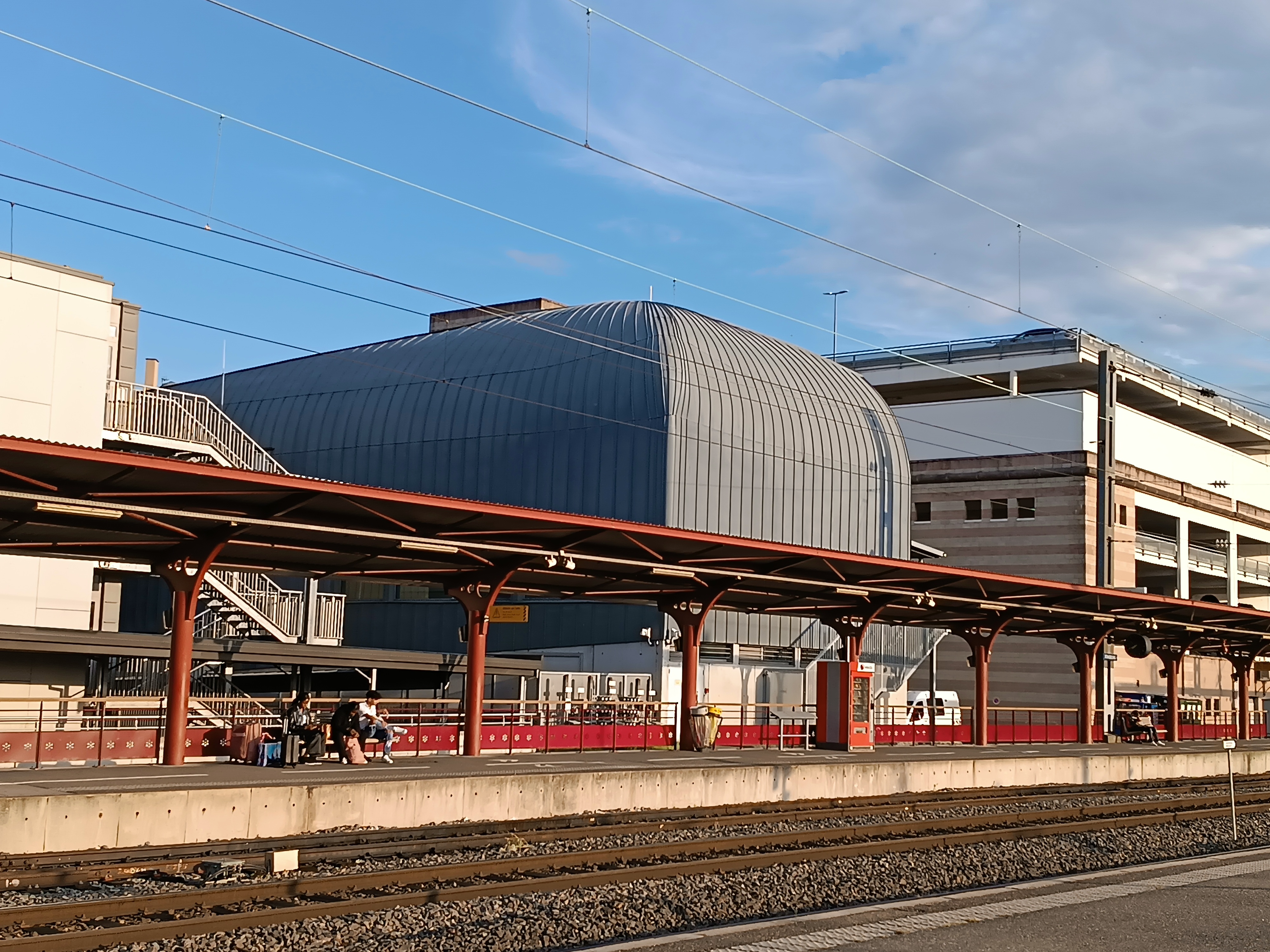
Le poste d'aiguillage informatique.

| Nom du quai  | Nom de la voie | Dimension |
| ------------ | -------------- | --------- |
| Quai 1-25-31 | Voie 1         | 406 m     |
| Quai 1-25-31 | Voie 25        | 123 m     |
| Quai 1-25-31 | Voie 31        | 76 m      |
| Quai 2-3     | Voie 2         | 424 m     |
| Quai 2-3     | Voie 3         | 424 m     |
| Quai 4-5-30  | Voie 4         | 403 m     |
| Quai 4-5-30  | Voie 5         | 423 m     |
| Quai 4-5-30  | Voie 30        | 132 m     |
| Quai 6-7     | Voie 6         | 311 m     |
| Quai 6-7     | Voie 7         | 330 m     |
| Quai 8-9     | Voie 8         | 301 m     |
| Quai 8-9     | Voie 9         | 301 m     |
| Quai 32-33   | Voie 32        | 198 m     |
| Quai 32-33   | Voie 33        | 172 m     |

## Histoire
La desserte ferroviaire de Strasbourg, qui débute en 1841, s'articule autour de trois gares qui se succédèrent au cours de la deuxième moitié du XIXe siècle, la dernière étant la gare actuelle (mise en service en 1883).

### Gare de Koenigshoffen

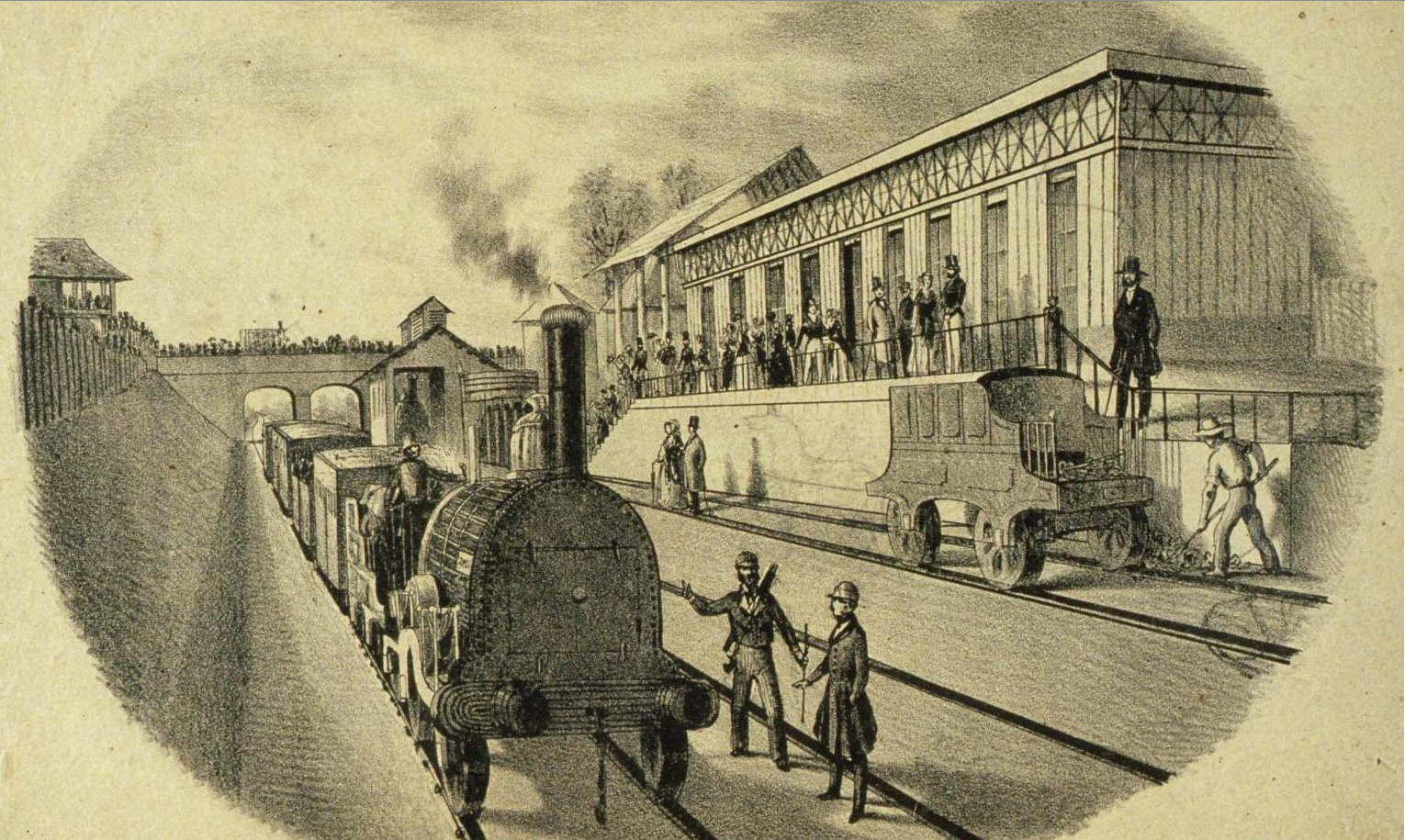
Le débarcadère de Koenigshoffen, en 1841.

Le « débarcadère » provisoire de Koenigshoffen, situé à l'extérieur des fortifications de la ville, est mis en service le 1er mai 1841 par la Compagnie du chemin de fer de Strasbourg à Bâle, lorsqu'elle ouvre le tronçon de Strasbourg (Koenigshoffen) à Benfeld de sa future ligne de Strasbourg à Bâle. L'exploitation commerciale de la ligne débute le 22 août de la même année, date à laquelle la commune de Saint-Louis est atteinte. Bâle intra muros est finalement rejointe en décembre 1845.

### Ancienne gare
La gare dite « du Marais-Vert » est mise en service le 11 juillet 1846, par la Compagnie du chemin de fer de Strasbourg à Bâle. Elle est située le long du quai Kléber, à l'emplacement de l'actuel centre commercial Place des Halles. La gare de Koenigshoffen est alors utilisée comme gare aux marchandises.
Le 29 mai 1851, la section entre Sarrebourg et Strasbourg de la future ligne Paris – Strasbourg est mise en service par la Compagnie du chemin de fer de Paris à Strasbourg. Un an plus tard, le 12 août 1852, le tronçon entre Nancy et Sarrebourg est inauguré à son tour par la même compagnie. Ladite ligne est alors intégralement ouverte.

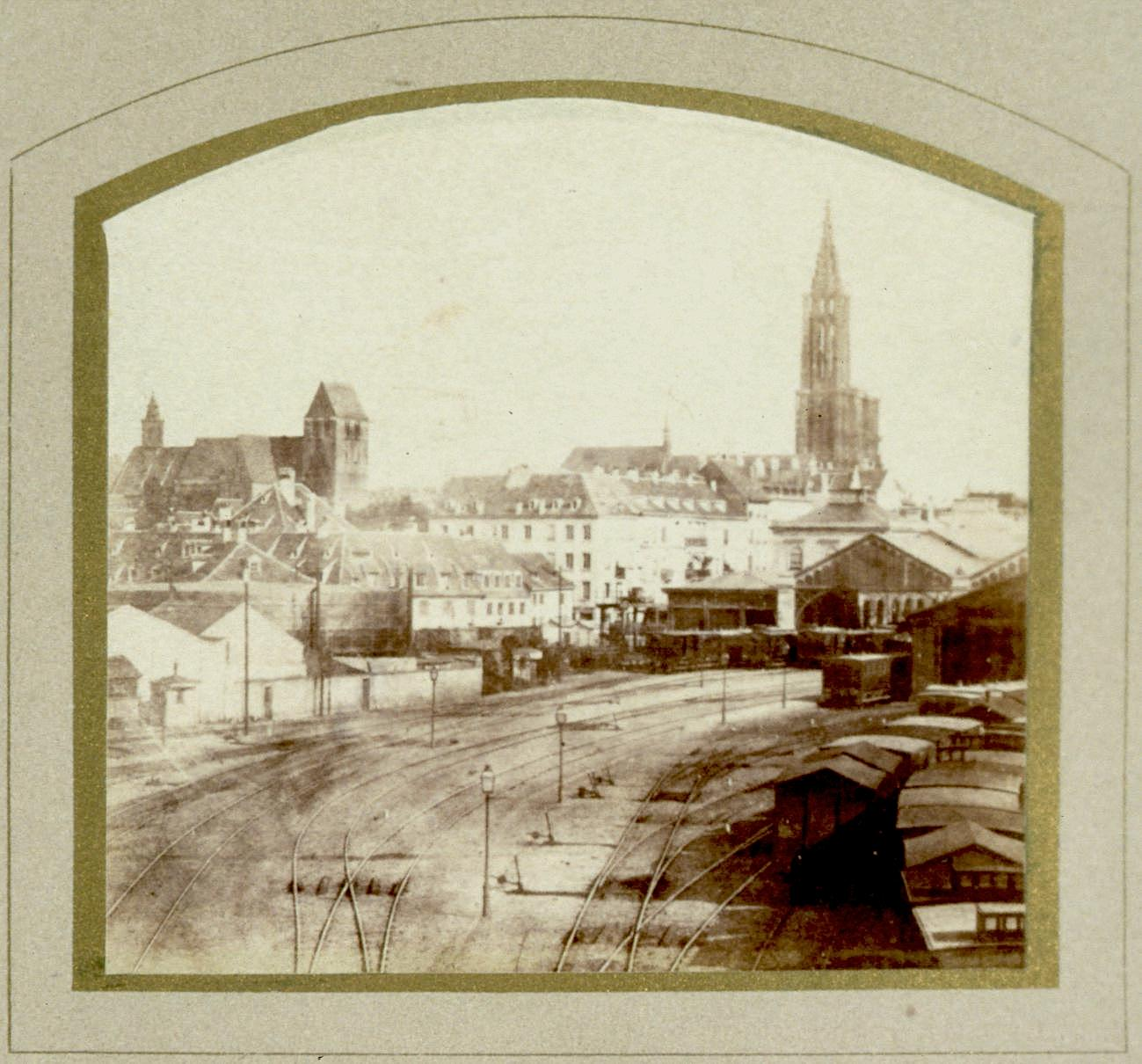
L'ancienne gare de Strasbourg, vue générale vers 1869. —.

Le bâtiment voyageurs est achevé en 1854. Cette gare terminus verra la liaison ferroviaire jusqu'à la frontière allemande entrer en service le 11 mai 1861, avec l'inauguration du pont de Kehl.
La Compagnie des chemins de fer de l'Est, issue de la fusion des diverses compagnies ferroviaires de l'Est de la France (dont Paris – Strasbourg et Strasbourg – Bâle le 20 avril 1854), inaugure la ligne entre Strasbourg et Barr (via Molsheim) le 28 septembre 1864.
En 1871, la gare entre dans le réseau de la Direction générale impériale des chemins de fer d'Alsace-Lorraine (EL), à la suite de la défaite française lors de la guerre de 1870 (et le traité de Francfort qui en découle). Un changement de train s'avère dès lors nécessaire pour relier Paris, qui s'effectue à partir de 1875 à la gare frontière de Nouvel-Avricourt.

### Gare actuelle

#### Des années 1870 au début des années 1900
Le projet de construction d'une nouvelle gare, de passage, est lancé en 1871 par les autorités allemandes, dans le cadre de la Neustadt (dont elle est le premier bâtiment emblématique, destiné à démontrer le savoir-faire de l'Empire). Celui-ci est approuvé par la chambre de commerce le 11 janvier 1873, et les travaux débutent en 1878. Le bâtiment voyageurs est l'œuvre de l'architecte berlinois Johann Eduard Jacobsthal. Ce dernier s'est inspiré de la gare centrale de Hanovre, achevée en 1879, pour en concevoir les plans. Ladite nouvelle gare, alors appelée Zentral-Bahnhof, est mise en service le 15 août 1883, (cependant, les travaux se poursuivent jusqu'en 1898). À cette occasion, un banquet est organisé, mais sans inauguration officielle. Le premier train qui entre en gare est l'express d'Appenweier,. La nouvelle gare est le premier bâtiment de Strasbourg entièrement éclairé à l'électricité. Elle remplace dès lors la gare du Marais-Vert, en cul-de-sac et trop exiguë,, donc incompatible avec le développement du réseau d'Alsace-Lorraine et de son intérêt stratégique militaire. Cette dernière, désormais nommée « ancienne gare », est transformée en halle de marché ; elle reste néanmoins reliée au réseau ferroviaire,, pour la desserte marchandises résultant de sa nouvelle fonction.
Située sur un terrain (principalement occupé par le glacis) des anciennes fortifications — alors déplacées plus en arrière, soit vers l'ouest — et au carrefour des grands axes internationaux Paris – Vienne et Bâle – Cologne, l'actuelle gare est à ses débuts non seulement une gare voyageurs, mais aussi une gare aux marchandises, une gare de triage et un dépôt de locomotives. Ses installations s'étendent ainsi sur 37 hectares. La vaste place en hémicycle se situant devant la façade de l'édifice, d'une superficie de 33 000 m2, est aménagée en partie à l'emplacement de l'ancien bastion dit « des Païens » (Heiden Bollwerk) — dont la démolition est achevée en 1870. En outre, les actuels boulevards de Metz — originellement Bahnhofring — et du Président-Wilson — Kronenburger Ring à l'époque — (en lieu et place de l'ancienne basse rue des Païens), ainsi que les rues Kuhn, du Maire-Kuss et la Petite rue de la Course, sont alors créés. Une dizaine d'hôtels sont par la suite édifiés sur le pourtour de ladite place. Par ailleurs, les quatorze voies ferrées franchissent les remparts grâce à deux tunnels ferroviaires percés dans les fortifications de la citadelle de Strasbourg. Ces derniers, équipés de portes blindées métalliques, sont démolis en 1934.

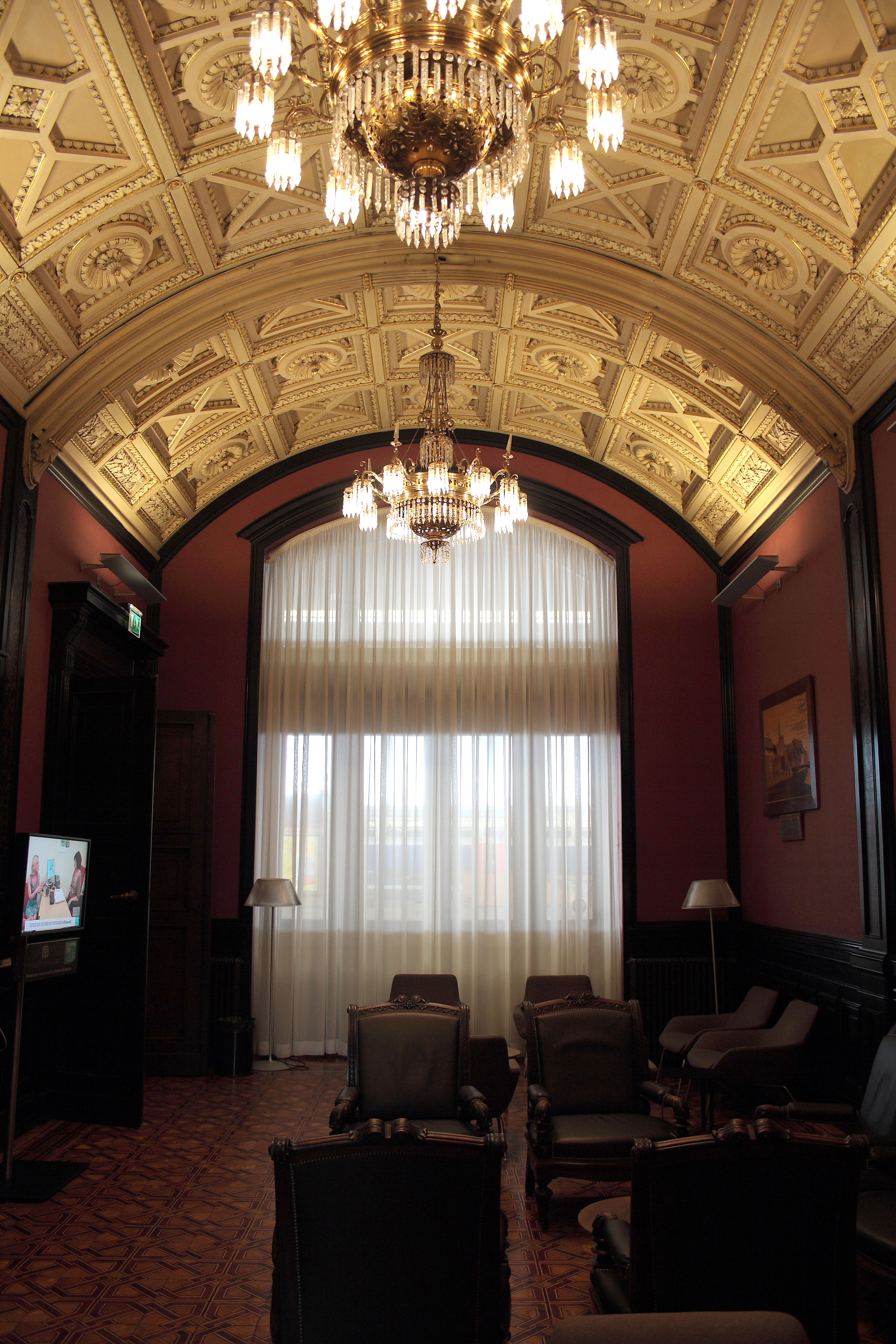
L'ancien salon de l'Empereur.

La gare se compose d'un important bâtiment voyageurs en grès des Vosges, également construit à l'emplacement dudit bastion,, comportant plusieurs étages dont deux sont ouverts aux voyageurs : le rez-de-chaussée se situe au niveau de la place et l'étage supérieur au niveau des quais. L'architecte s'est librement inspiré du style néo-Renaissance dans le dessin des façades. En 1885, le hall Central est orné de deux fresques, réalisées par Hermann Knackfuss, représentant l'entrée de Frédéric Barberousse à Haguenau en 1167 et celle de Guillaume Ier à la forteresse Kronprinz de Hausbergen le 3 mai 1877, le tout pour célébrer l'union de l'Alsace-Lorraine à l'Allemagne. Dans ce même hall, sont toujours en place deux statues du sculpteur allemand Otto Geyer ; elles représentent l'agriculture et l'industrie. Côté voies, une grande marquise (ou halle métallique) est également construite, afin d'abriter les voyageurs en attente sur les quais. Enfin, des salons de l'Empereur, dessinés par l'architecte Hermann Eggert et luxueusement aménagés (mobilier rare, cheminées en marbre, grands lustres, radiateurs reliés à un système de chauffage à la vapeur, etc.), sont accessibles par le quai longeant le bâtiment voyageurs ; ils n'ont cependant jamais été utilisés par Guillaume Ier,, (ni même par son successeur Guillaume II, et sa femme, qui y avait à sa disposition son propre salon), mais sont réaménagés en salons d'honneur en 1923, puis reconvertis en salles de réunion et en bureaux.

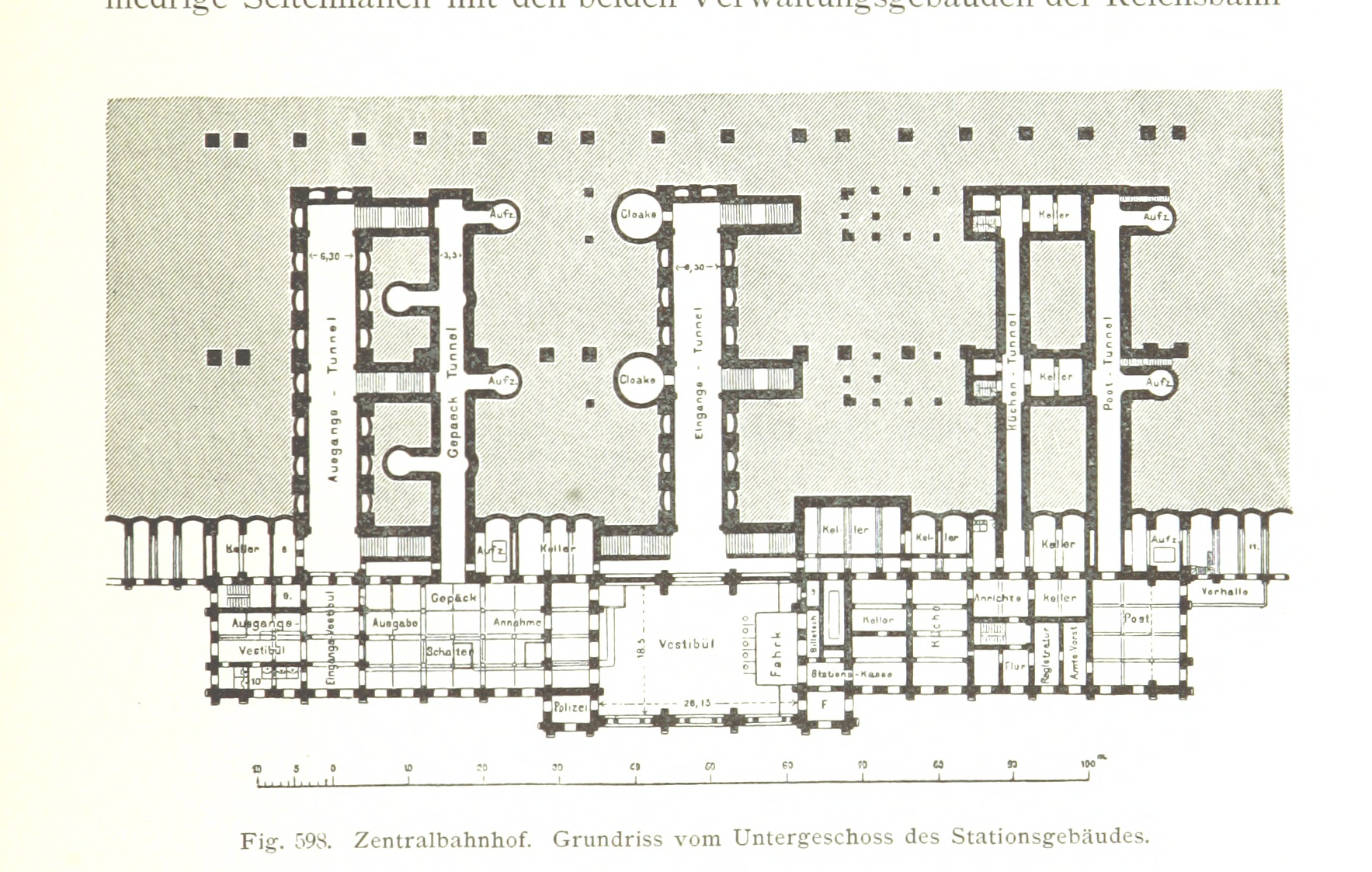
Plan de la gare (1894), montrant notamment les cinq souterrains originels.

À l'origine, la gare compte cinq souterrains d'accès aux quais. Par la suite, trois autres souterrains sont creusés, portant le total à huit. La plupart sont des souterrains de service (dont certains sont encore utilisés par la SNCF) réservés aux bagages, au courrier — ils sont alors équipés de monte-charges hydrauliques — et aux militaires. Deux candélabres, d'une hauteur de 22 mètres et dessinés par l'architecte, se trouvaient sur la place de la Gare, devant l'entrée principale du bâtiment voyageurs,.

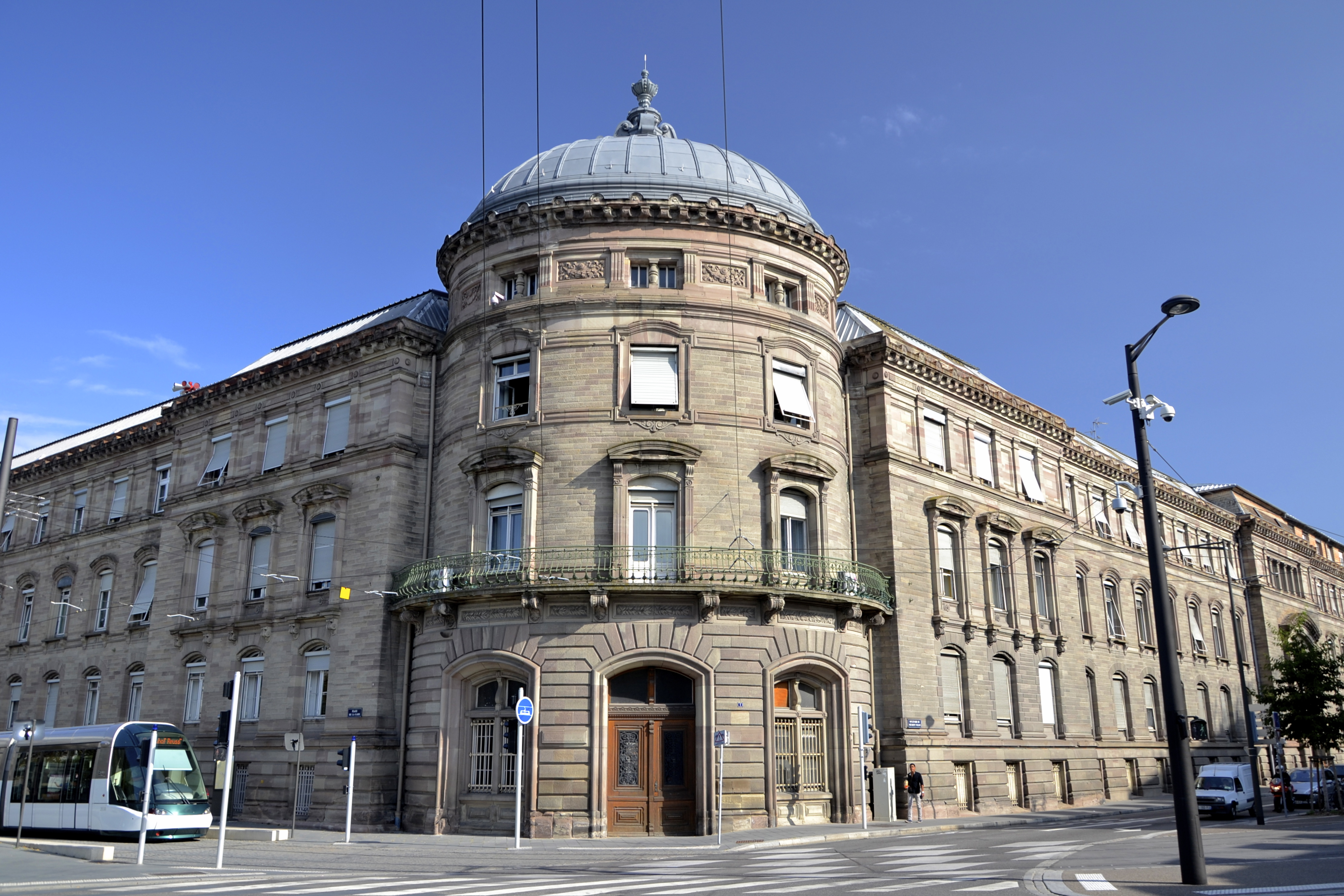
La tour d'angle du bâtiment administratif, qui abritait les appartements du directeur des chemins de fer impériaux d'Alsace-Lorraine.

Le bâtiment administratif, situé le long de l'actuel boulevard du Président-Wilson, est construit entre 1881 et 1884. Il est agrandi entre 1892 et 1893, puis entre 1912 et 1913. Une dernière extension est réalisée en 1920. Dans les années 2020, ce bâtiment abrite la direction régionale de la SNCF. Un aigle, qui pavoisait l'ancienne gare lors de son inauguration par Napoléon III, est exposé dans une cour intérieure de l'édifice,. Il a été installé à cet emplacement au lendemain de la Première Guerre mondiale. Les appartements du directeur des chemins de fer impériaux d'Alsace-Lorraine se trouvaient dans la tour à l'angle de la place de la Gare et du Kronenburger Ring.
La gare de Strasbourg est alors à la pointe du modernisme : elle dispose de deux centrales électriques afin d'alimenter le bâtiment voyageurs (qui comportait quelque 24 000 ampoules et lampes à arcs), le dépôt et la gare aux marchandises. L'une de ces centrales existe encore dans les années 2020 ; elle est désormais le restaurant d'entreprise de la SNCF. Une centrale à gaz (le gaz étant alors utilisé pour l'éclairage des voitures voyageurs) est construite en 1882. En 1903, cette dernière est lourdement endommagée par une explosion accidentelle.
La place de la Gare est desservie par le tramway, alors hippomobile, à partir de 1888. En octobre 1890, la gare accueille Buffalo Bill, venu donner à Strasbourg six représentations de son spectacle « Wild West Show ».

#### Évolution du bâtiment et des infrastructures, durant leXXesiècleet le début duXXIesiècle

##### Poursuite des extensions, réorganisations et changements d'exploitants

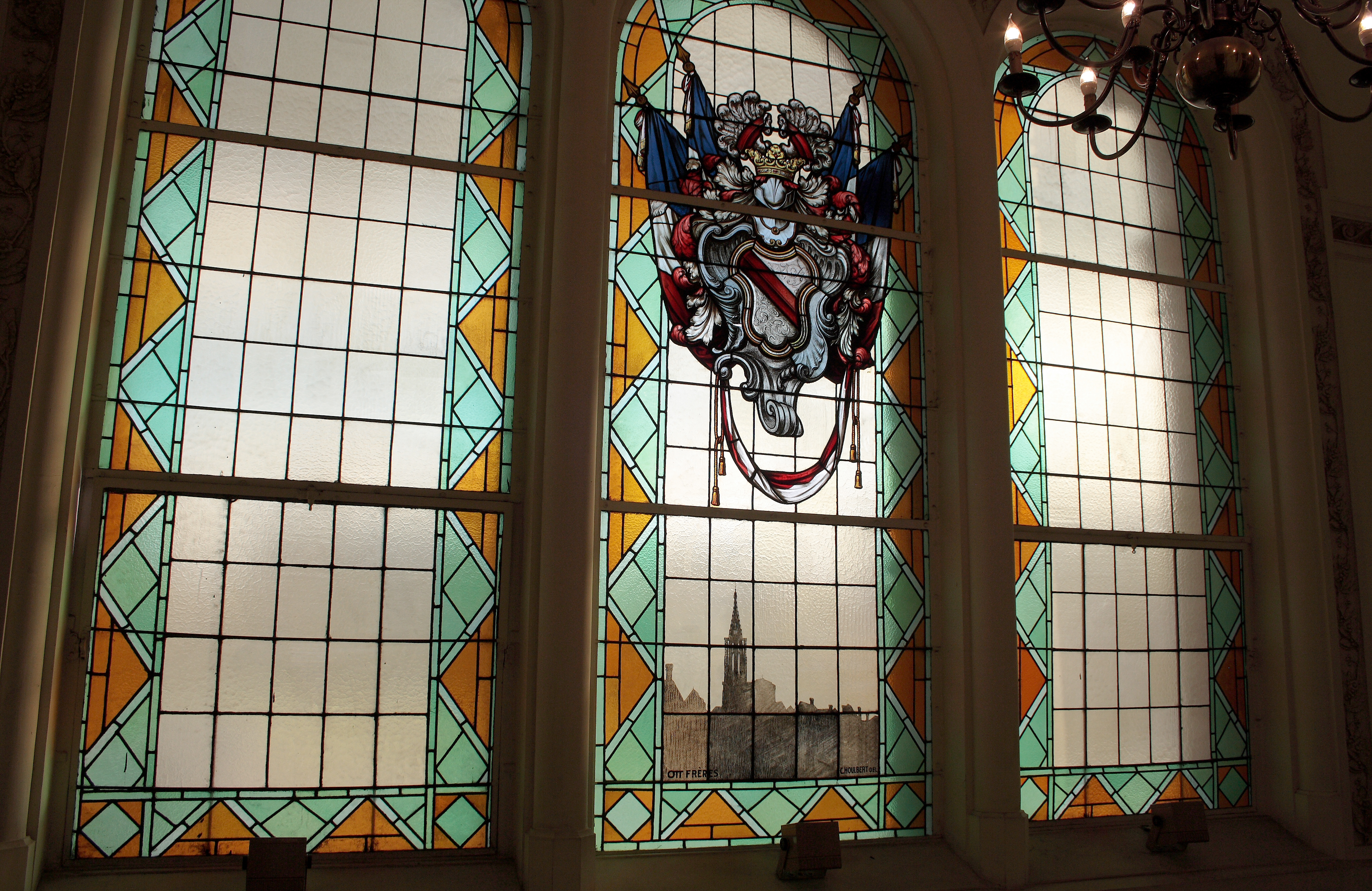
Les vitraux des frères Ott.

En 1901 – 1902, est accolé au côté sud du bâtiment central un hall d'accès direct (orné de vitraux des frères Ott, et contenant un escalier d'honneur) aux salons de l'Empereur,,,,. Entre 1900 et 1906, de part et d'autre de l'édifice d'origine, des extensions (centre de tri postal, bâtiment de police et hall d'arrivée) agrandissent les deux ailes, portant ainsi la longueur totale du bâtiment voyageurs à 128 mètres. Entre 1901 et 1936, ce sont trois nouveaux quais de 300 mètres qui sont construits. Le trafic de marchandises ayant considérablement augmenté, passant de 350 000 tonnes par an (lors de sa mise en service) à plus de 2 000 000 en 1912, la gare de triage et la gare aux marchandises quittent le site respectivement en 1906 (ouverture de la gare de Hausbergen) et 1912 – 1914 (mise en service de la gare de Strasbourg-Cronenbourg), pour se déplacer vers les zones périphériques de l'agglomération. Le dépôt de matériel roulant n'est pas concerné par ces transferts.
Le train Riviera-Express de la Compagnie internationale des wagons-lits, reliant Berlin à Nice via Francfort, dessert la gare à partir du 3 décembre 1900, et comporte dès 1902 une tranche venant d'Amsterdam. Il disparaît lorsque le premier conflit mondial éclate. Une nouvelle liaison ferroviaire entre Strasbourg et Vintimille, mais aussi vers Cerbère et Portbou, est créée en 1928.

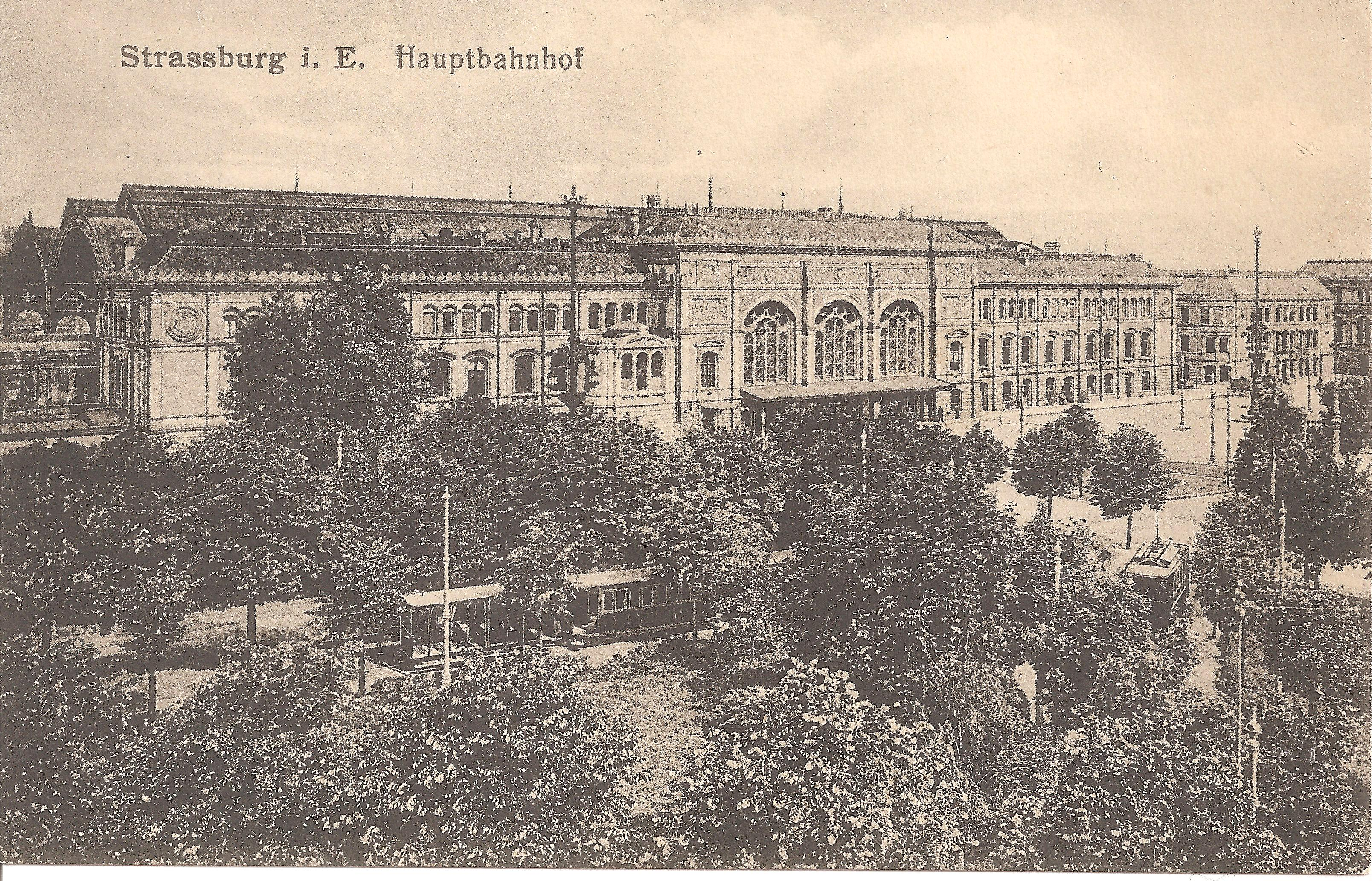
La gare, la place et le tramway, dans les années 1910.

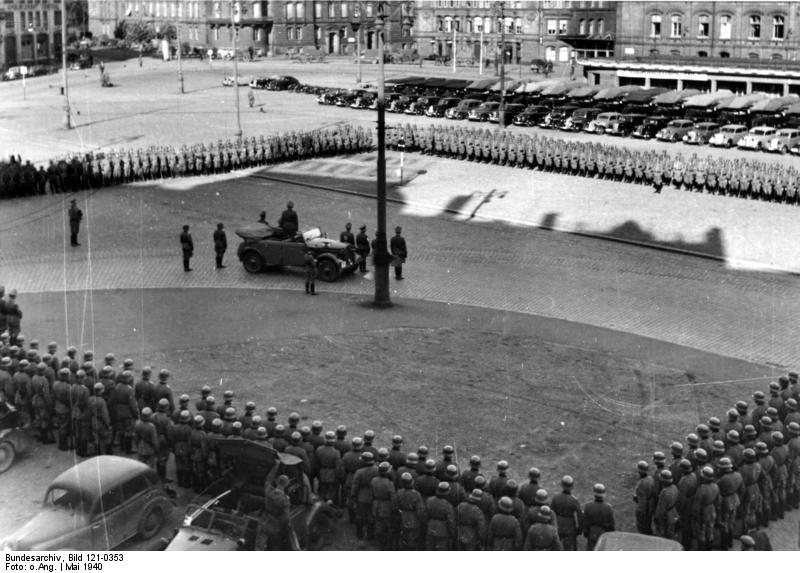
Parade militaire allemande devant la gare, en 1940.

Le 16 avril 1915, le dirigeable Le Conté largue 520 kg d'explosifs sur la gare. Le 19 juin 1919, elle entre dans le réseau de l'Administration des chemins de fer d'Alsace et de Lorraine (AL), à la suite de la victoire française lors de la Première Guerre mondiale. L'aigle impérial, qui ornait la façade du bâtiment voyageurs, est alors remplacé par les armes de la ville de Strasbourg et les deux grandes fresques du hall Central disparaissent totalement. Georges Clemenceau, alors président du Conseil et ministre de la Guerre, se rend à Strasbourg en novembre 1919 (pour y prononcer un discours), en arrivant par la gare. Les plans de cette dernière sont redessinés en 1923, tout en traduisant en français les légendes d'origine.
En 1936, des études sont lancées pour remplacer les six postes d'aiguillage et le poste directeur de la gare, datant de 1883. Il est décidé de construire deux nouveaux postes à commandes d'itinéraires. Le second conflit mondial retarde cependant leur mise en service.
Le 1er janvier 1938, l'Administration des chemins de fer d'Alsace et de Lorraine forme, avec les autres grandes compagnies, la SNCF qui devient concessionnaire des installations ferroviaires strasbourgeoises. Cependant, après l'annexion allemande de l'Alsace-Lorraine, la Deutsche Reichsbahn gère la gare — tout comme l'ensemble du réseau concerné — pendant la Seconde Guerre mondiale, du 1er juillet 1940 jusqu'à la libération de Strasbourg (le 23 novembre 1944). En 1940, année de retour des évacués, le quai jouxtant le bâtiment voyageurs dispose d'escaliers permettant d'atteindre des parties surélevées (munies de balustrades) apposées sur la façade ; ces installations sont, par la suite, totalement supprimées.

##### Après la Seconde Guerre mondiale: une gare de la SNCF
Après cette guerre, les circulations de grandes lignes (dont les trains internationaux) reprennent progressivement du 30 avril au 7 octobre 1945. En novembre de la même année, le « train militaire français de Berlin » (TMFB), composé notamment de voitures-lits et de voitures-couchettes allemandes, est créé ; ce train de nuit circule trois fois par semaine et relie Strasbourg à Berlin-Tegel, alors située dans la zone d'occupation française. Réservé aux militaires français — et à leurs familles — en garnison à Tegel (quartier Napoléon), le TMFB est supprimé le 8 septembre 1994, à la suite de la dissolution des forces françaises à Berlin.
Les nouveaux poste 2, côté sud, et 1, côté nord, sont respectivement mis en service en 1946 et 1954. Par ailleurs, des rames sur pneus, tractées par des locomotives 230 K, assurent la liaison Paris – Nancy – Strasbourg en 5 h 15 min, à partir du 3 janvier 1949. Surnommé « Gummizug » (« train en caoutchouc »), ce type de rames disparaît de la ligne précitée dès octobre 1952.
Dans les années 1950, un cinéma, Ciné Train, est installé dans l'aile Nord. Il a depuis disparu, tout comme l'ancien Buffet de la Gare (ouvert au XIXe siècle) et son restaurant Argentoratum,,. Enfin, tout au long du XXe siècle, divers commerces voient le jour au sein du bâtiment.
Le 17 décembre 1956, l'électrification des voies de la gare est mise en service, en même temps que celle de la section Réding – Strasbourg de la ligne Paris – Strasbourg. Par ailleurs, la dernière ligne de tramway desservant la gare (ligne 1 : Gare centrale – Pont du Rhin) est supprimée le 4 avril 1957.
Le train Edelweiss, reliant Amsterdam à Zurich (via Strasbourg) depuis le 15 juin 1928, circule avec le label Trans-Europ-Express (TEE) à partir du 2 juin 1957 ; remplacé par un EuroCity (EC) du même nom en mai 1979, ce train est finalement supprimé le 30 mai 1999, au profit du nouvel EC Jean Monnet (lui-même supprimé le 10 décembre 2011). De même, le TEE Iris (reliant Zurich à Bruxelles), créé le 26 mai 1974, est supprimé le 30 mai 1981, avant d'être remplacé par un InterCity, puis par un EC pareillement dénommé le 31 mai 1987. Par ailleurs, les TEE Stanislas et Kléber, tous deux créés en 1971 pour relier Paris à Strasbourg (via Nancy), cessèrent de rouler respectivement en 1982 et en 1989.
En 1964, la gare a accueilli 2,6 millions de voyageurs, ce qui fait d'elle la quatrième gare de province (derrière Lyon-Perrache, Marseille-Saint-Charles et Lille). L'année suivante, l'établissement occupe la première place des gares de province pour le trafic périurbain (avec celle de Lille), avec un trafic quotidien de 14 000 banlieusards. La ligne Strasbourg – Lauterbourg compte alors 1 550 abonnés, 1 630 pour la ligne Strasbourg – Haguenau – Wissembourg, 1 280 pour la ligne Strasbourg – Erstein – Sélestat, 1 650 pour la ligne Strasbourg – Saverne – Sarrebourg, et 1 300 pour la ligne Strasbourg – Molsheim – Saales.
Le trafic en gare est fortement perturbé durant la première quinzaine du mois de janvier 1966, en raison d'une défaillance des aiguillages causée par les basses températures. Une situation similaire s'était produite lors de la vague de froid de février 1956, puisque 160 aiguillages avaient gelé.
Les années 1960 sont aussi marquées par un ravalement de la façade du bâtiment voyageurs, réalisé en 1966. La place de la Gare est en travaux de 1975 à 1977, en raison de la construction d'un parking souterrain de 670 places (il s'agit alors du premier parking couvert de la gare).
La marquise surplombant l'entrée du bâtiment voyageurs, côté place de la gare, est démontée en août 1975 en vue des travaux du parking souterrain. 
Dans les années 1970, la gare dispose de trois A1AA1A 62000 pour les manœuvres et le placement des rames à quai. Une desserte marchandises quotidienne était d'ailleurs assurée, grâce à ces locomotives, jusqu'en 1978.
La relation Paris – Nancy – Strasbourg est assurée en trains Corail à partir de 1976. Dès septembre 1985, l'aménagement « Nouvelle Première » de ces voitures Corail est disponible, avec les trains Jean Lamour et Gustave Doré.
En 1980, un important chantier de rénovation est entamé, pour rendre la gare plus accueillante ; il s'achève en 1986, année où elle est la deuxième gare de province (la première étant Lille). D'un montant de 75,6 millions de francs, il permet de créer des locaux d'accueil et d'information, un réaménagement des halls et l'équipement de panneaux d'affichage électronique, ainsi qu'un nettoyage (avec le passage du vert au rouge) de la marquise. Également en 1980, est mis en place le service cadencé « Métralsace » entre Strasbourg et Mulhouse, ainsi que la liaison Strasbourg – Dortmund assurée par le nouveau TEE Albert-Schweitzer (qui est cependant supprimé le 27 mai 1983). L'ensemble formé par le bâtiment principal et la halle métallique fait l'objet d'une inscription au titre des monuments historiques depuis le 28 décembre 1984.
L'EC Vauban commence à circuler le 29 mai 1988. Par ailleurs, les EC Maurice Ravel (reliant Paris à Munich, via Strasbourg) et Mozart (Paris – Munich – Vienne ; limité à Munich à partir du 15 décembre 2002), créés en mai 1989, ont été supprimés le 9 juin 2007 — pour être remplacés par des TGV le lendemain. De même, l'EC Marie Curie (Paris – Stuttgart), créé le 31 mai 1992, est supprimé en mai 1996.
Au tout début des années 1990, le bâtiment des messageries (halle Sernam), qui se trouvait côté sud (boulevard de Metz), est remplacé par le parking Sainte-Aurélie (construit en 1991). Le site des trains auto-couchettes, jusqu'alors implanté dans ce secteur, est transféré rue du Rempart.

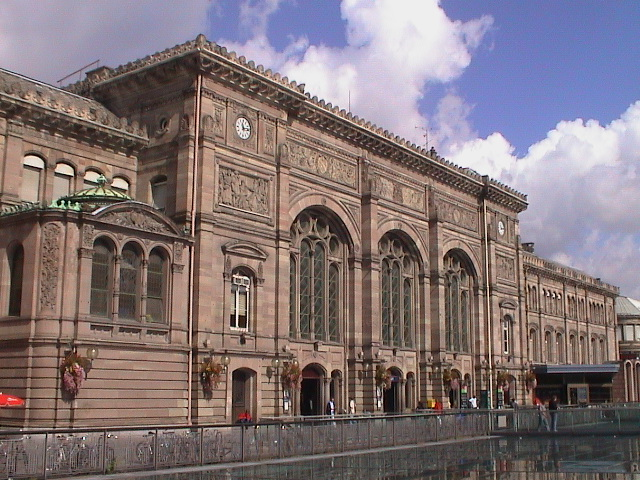
La façade sur la place de la Gare, dans son état de 2003.

En 1994, la première ligne du nouveau tramway de Strasbourg est inaugurée. À cette occasion, la place de la Gare est entièrement réaménagée. La station de tram Gare Centrale est située sous cette même place, à 17 mètres de profondeur, et est l'unique station souterraine du réseau. En effet, pour franchir ladite place, le faisceau des voies de la gare, le fossé des remparts, les vestiges des anciennes fortifications, l'autoroute A 35 et la nécropole nationale de Cronenbourg, un tunnel d'1,4 kilomètre a été creusé par une machine d'excavation spécifique (appelée Christiane) entre les stations Rotonde et Les Halles. Pour accompagner la station de tram et la « nouvelle » place de la Gare, une galerie commerçante souterraine a été créée, nommée « Galerie à l'En-Verre » ; elle permettait de voir la façade de la gare, grâce à un sol en verre sur la place. Mais ces aménagements ne font pas l'unanimité auprès des Strasbourgeois, qui jugent la place vide, froide, trop minérale, avec en outre un cheminement piétonnier peu pratique (marqué notamment par l'absence de liaison directe entre le tramway et la gare),,. De plus, cette galerie est inondée lors de fortes pluies (comme un orage), et plusieurs boutiques — dont la fréquentation est insuffisante — mettent rapidement la clef sous la porte, dissuadant ainsi d'autres commerçants de s'y installer.
En 1995, les turbotrains qui effectuent les liaisons entre Strasbourg et Lyon — via Lons-le-Saunier et Bourg-en-Bresse — depuis 1973 sont remplacés par des rames Corail (tractées par des BB 25200), à la suite de l'électrification de la ligne de Franois à Arc-et-Senans (dernier maillon auparavant dépourvu de caténaire). Cette relation est réalisée uniquement en TGV du 11 décembre 2011 jusqu'à sa suppression le 8 décembre 2018.
Avec la création de l'établissement public à caractère industriel et commercial Réseau ferré de France (RFF) le 13 février 1997 comme gestionnaire d'infrastructure ferroviaire, la SNCF ne conserve que la propriété des espaces commerciaux. En 2000, la galerie de liaison entre les halls Central et Sud, dans le bâtiment voyageurs, est rénovée. La même année, la gare a reçu 10 millions de voyageurs.
Entre 2001 et 2004, les trains de nuit reliant Metz et Strasbourg à Bourg-Saint-Maurice et Briançon sont supprimés ; le trajet Strasbourg – Bourg-Saint-Maurice a cependant de nouveau été effectué par un TGV spécial, certains week-ends en hiver (notamment en 2014). Le 12 décembre 2004, la plaine d'Alsace accueille en gare de Strasbourg sa toute première liaison TGV, en direction de Marseille, qui reprend le sillon du train Le Rouget de Lisle (Strasbourg – Nice ; supprimé le 9 juin 2001), mais également de l'EC Albert-Schweitzer (Stuttgart – Lyon ; concomitamment supprimé). A contrario, le train Corail reliant Lille à Strasbourg (antérieurement Calais à Bâle) via Metz disparaît le même jour ; la relation est recréée en juin 2007, sous forme d'un TGV ne desservant pas Metz.
En août 2006, certains trains Paris – Nancy – Strasbourg circulent avec du matériel TGV à la place des rames Corail « Téoz », en prélude à l'ouverture de la LGV Est européenne,. Dans la même perspective, le train de nuit reliant ces trois villes est supprimé en juin 2007.

#### Travaux préparatoires à l'arrivée du TGV, croissance du trafic et projets

##### Aménagements pour le TGV Est

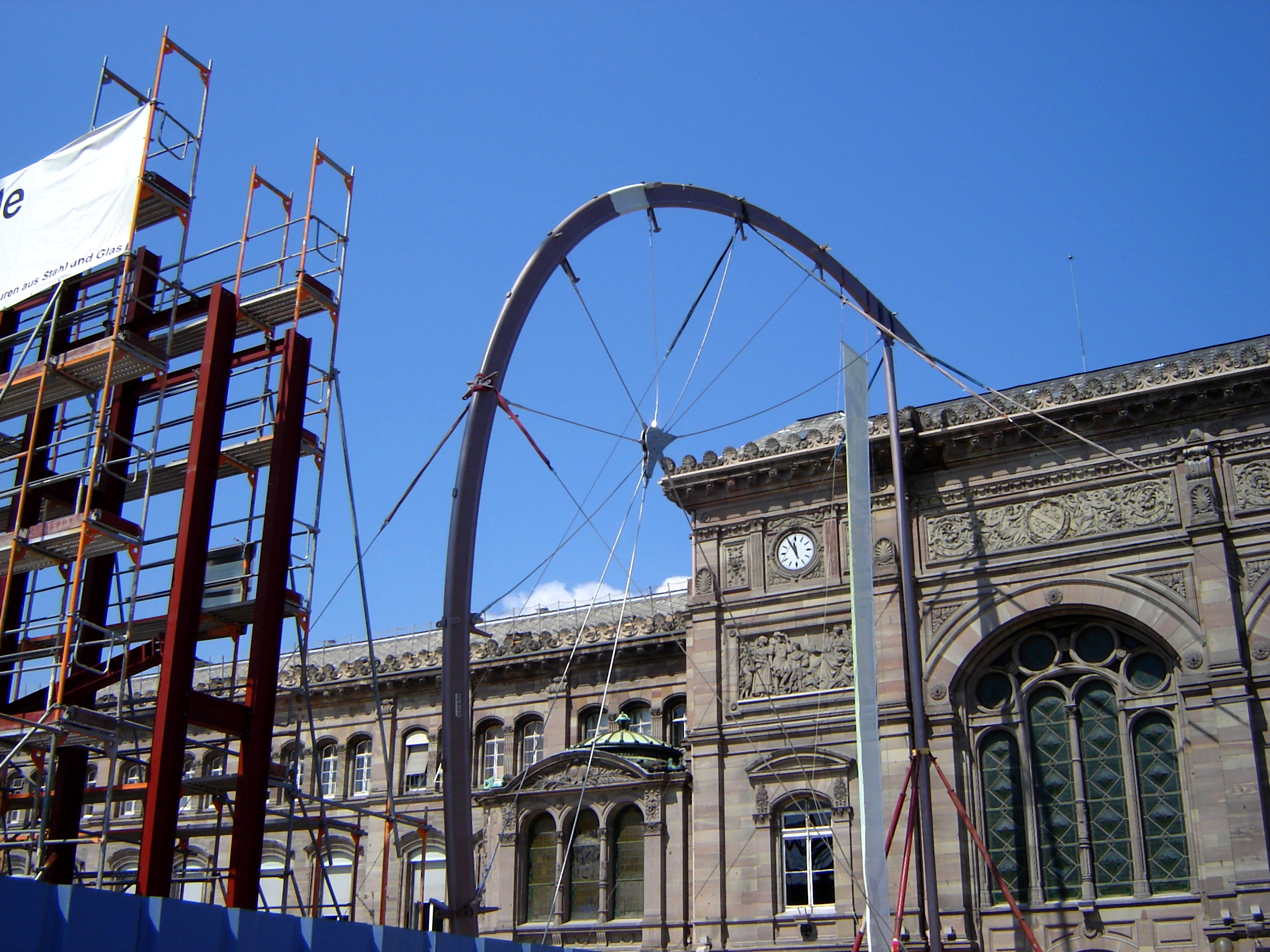
Installation de la verrière, en juillet 2006.

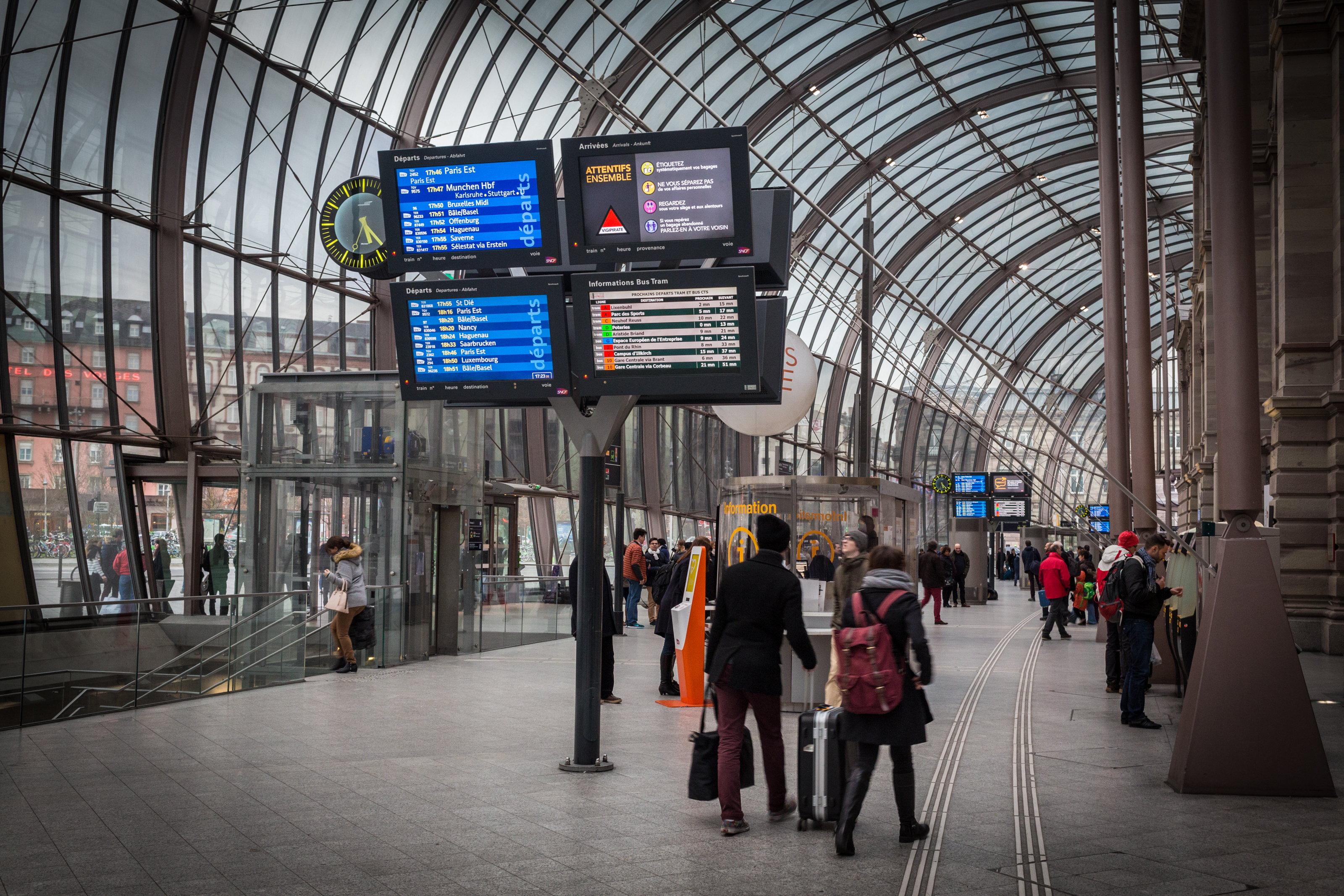
Les écrans d'information (dont ceux du), sous la verrière.

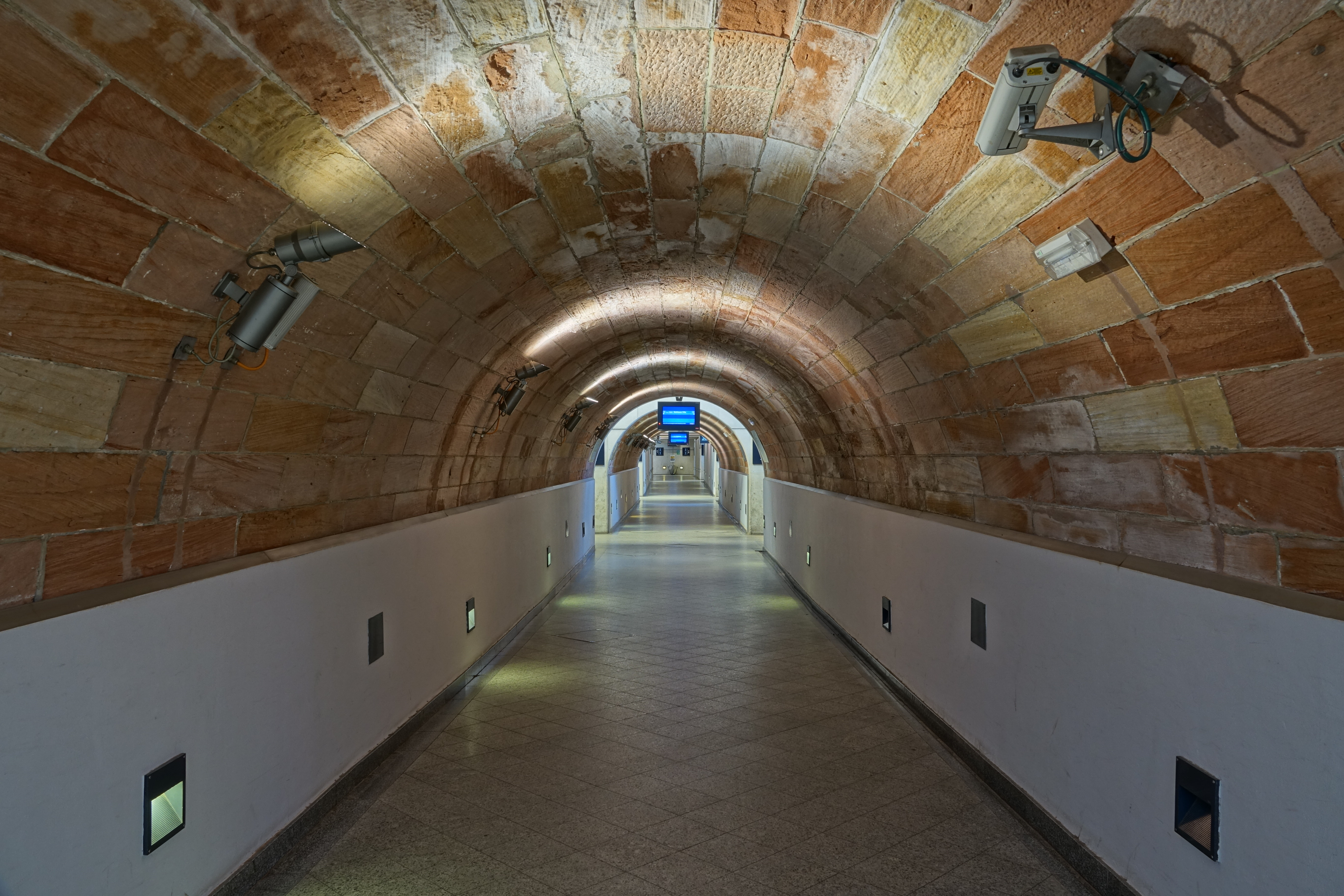
Souterrain d'accès aux quais, partant du hall Nord.

Pour préparer le lancement du « TGV Est » le 10 juin 2007 (mettant Strasbourg à 2 h 20 min de Paris au lieu de 4 h, et permettant la création de nouvelles liaisons province – province diurnes), ainsi que du « TGV Rhin-Rhône » le 11 décembre 2011 (améliorant les liaisons vers Lyon et le Sud de la France), qui placent alors la gare comme un hub TGV européen, accompagner la croissance du réseau « TER Alsace, », et améliorer le cheminement et la capacité d'accueil d'un flux de voyageurs prévu à la hausse (notamment par transfert modal), l'établissement a été transformé en un pôle d'échanges à partir de 2006, selon les plans de l'architecte Jean-Marie Duthilleul. Ces travaux consistent notamment en l'installation d'une verrière, couvrant l'ensemble de la façade historique,,, depuis le 5 novembre 2007 ; parfois surnommée le « zeppelin », elle est constituée de 18 arcs en métal et de 900 panneaux de verre, qui représentant une surface de 8 000 m2 ; sa longueur est de 150 mètres, sa hauteur maximale de 23 mètres et sa masse de 650 tonnes. Les autres modifications sont l'aménagement d'un troisième hall et souterrain d'accès aux quais dans la partie nord, (à la suite de la démolition du buffet de la gare, qui se trouvait dans une extension accolée à la façade), la rénovation de la galerie commerciale souterraine ainsi que du hall Central et des anciens salons de l'Empereur (ces derniers sont ainsi destinés aux clients privilégiés de la SNCF,,,), l'ouverture d'un nouvel accès (équipé d'escaliers mécaniques et d'ascenseurs) au tramway,, et le réaménagement paysager de la place de la Gare (qui a retrouvé un cadre verdoyant, faisant écho à ses origines). De plus, ont été mis en place de nouveaux écrans TFT d'information trafic (ceux situés sous ladite verrière donnent également des renseignements facilitant l'intermodalité avec le réseau régulier de la Compagnie des transports strasbourgeois — ou CTS). L'objectif est en outre le renforcement de la centralité de la gare dans son quartier et la ville. Cette rénovation a été récompensée par un Brunel Award en 2008,.
Pour absorber la hausse continue du trafic, les quais desservant les voies 2, 3 et 4 ont été allongés, afin d'atteindre une longueur de 400 mètres. L'ensemble des quais est refait à neuf, pour qu'ils soient accessibles aux personnes à mobilité réduite (par un rehaussement facilitant la montée et la descente des trains, et l'installation d'ascenseurs pour rejoindre les souterrains) ou malvoyantes (par la mise en place de surfaces podotactiles indiquant les bordures et les cheminements, y compris dans les halls et souterrains). Par ailleurs, des voies de garage, destinées aux rames TER, sont recréées (faisceau Sainte-Hélène, situé à proximité du cimetière homonyme). Dans la même optique d'augmentation des circulations ferroviaires, un nouveau poste d'aiguillage informatique (en remplacement des deux anciens postes électromécaniques datant de 1946 et 1954), situé boulevard de Metz, a été mis en service le week-end du 4 au 5 novembre 2006, nécessitant la fermeture de la gare pendant 30 h et le report du trafic commercial vers les gares périphériques. Ce poste est alors le plus important de France, ; d'ici 2035, il est amené à télécommander l'ensemble des autres postes des principales lignes d'Alsace (Saverne – Strasbourg, Strasbourg – Mulhouse et Belfort – Mulhouse, la LGV Est européenne étant exclue).
Par ailleurs, un nouveau parking, nommé « Gare Wodli », a été construit au nord de la gare. Il est directement relié au quai 1-25-31 par une passerelle. Cependant, l'escalier qui reliait la partie nord dudit quai à la rue Georges-Wodli a dû être supprimé, et une ancienne cheminée a été partiellement démolie. En outre, le parking « Sainte-Aurélie », côté sud, a été agrandi en 2005.
Ces divers changements ont été l'occasion de l'installation de nouveaux commerces entre la station de tramway souterraine et la gare, mais aussi dans le bâtiment voyageurs (entre les halls Central et Sud), afin d'offrir plus de services dans un contexte d'urbanité plus importante des gares. Toutefois, se pose un problème récurrent de relative mauvaise qualité de l'air (qui a nécessité des travaux de renforcement du système de ventilation en 2013, dans le tunnel du tramway), dû à la complexité du nouvel espace intermodal, notamment dans les niveaux en sous-sol (appartenant à la CTS) où ont lieu de plus quelques infiltrations : les boutiques qui s'y trouvent ne font apparemment pas recette,,, d'autant plus qu'elles peuvent facilement être évitées par les passants. Par ailleurs, des défauts de jeunesse couplés à des intempéries d'une intensité exceptionnelle ont causé des inondations dans la verrière, environ un an après son ouverture,,.

##### Évolutions de l'exploitation après 2007
Le 12 décembre 2009, l'EuroNight Orient-Express, reliant Strasbourg à Vienne, est supprimé ; ce train avait comme terminus occidental Paris jusqu'en juin 2007, où est alors créée une correspondance avec le TGV. Néanmoins, Strasbourg est ultérieurement desservie par le train Nightjet Paris – Munich – Salzbourg – Vienne (liaison assurée grâce à une collaboration entre SNCF Voyageurs et les Chemins de fer fédéraux autrichiens), circulant en l'occurrence à partir du 13 décembre 2021 ; le premier arrêt commercial de ce train a cependant lieu dans la nuit du 14 au 15 décembre.
Le 11 décembre 2010, le TGV reliant Le Havre et Rouen à Strasbourg, depuis le 5 juillet 2009, est supprimé,. En outre, les dernières circulations de TGV Lyria Paris – Zurich (voire Coire l'hiver, jusqu'en 2009) marquant l'arrêt en gare ont lieu le 10 décembre 2011, car elles sont reportées de la LGV Est européenne à la LGV Rhin-Rhône ouverte le lendemain,. Par ailleurs, le service iDTGV disparaît de la liaison Paris – Strasbourg un an après.
Le service auto-train, constitué de trains auto-couchettes (voitures Corail et fourgons porte-automobiles, tractés par une BB 26000) à destination de Portbou et de Nice, a été supprimé en 2011. Jusqu'à l'été 2009, des liaisons estivales étaient également disponibles — uniquement les week-ends — vers Bordeaux et Biarritz (Irun à l'aller et Hendaye au retour, jusqu'en 2001), ainsi que Nantes et Auray (Quimper jusqu'en 2001), toutes transitant alors via Metz ; elles furent équipées de voitures-lits jusqu'en 2006.

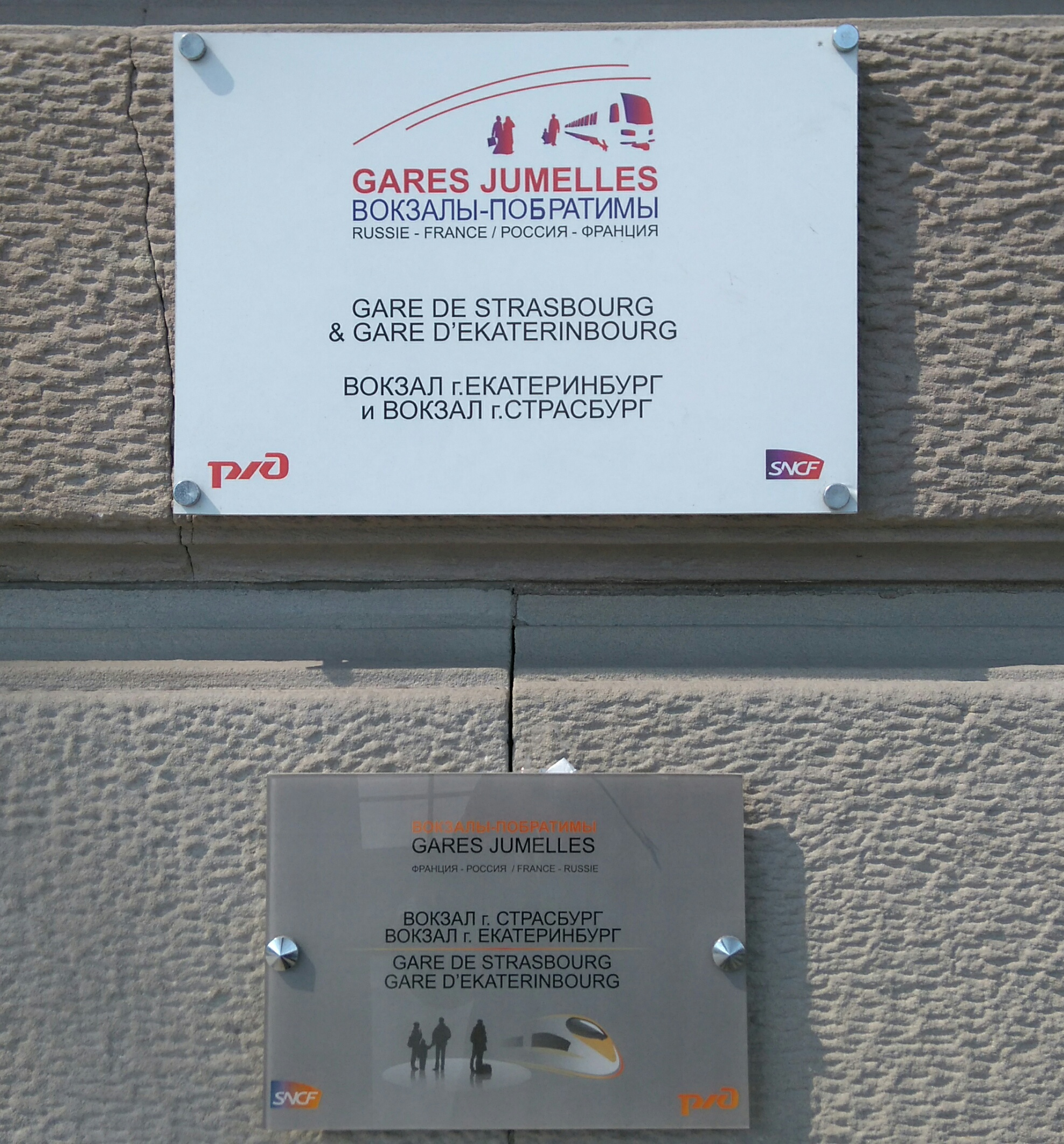
Plaques commémoratives Gares jumelles, apposées sur la façade du bâtiment voyageurs.

La gare est jumelée depuis le 19 mars 2013 avec la gare russe d'Ekaterinbourg. Par ailleurs, l'EuroCity Strasbourg – Stuttgart – Munich (desservant Kehl) est supprimé en décembre de la même année. La gare a été classée 7e gare la plus incroyable du monde par Emporis en 2014, le classement étant justifié ainsi : « Un auvent géant en verre bombé couvre la façade datant des années 1880 et lui donne, vu de l'extérieur, l'apparence d'un bijou éblouissant ».
À la suite de la réforme ferroviaire entrée en vigueur le 1er janvier 2015, la SNCF, par l'intermédiaire de deux nouveaux établissements publics à caractère industriel et commercial (SNCF Réseau et SNCF Mobilités), redevient ainsi propriétaire de l'ensemble de la gare, c'est-à-dire des infrastructures ferroviaires (voies, quais et signalisation), mais également des espaces commerciaux (sauf ceux situés en sous-sol, qui appartiennent à la CTS). La même année, cette gare accueille chaque jour ouvré 550 trains de voyageurs (soit en moyenne un convoi toutes les 2 min 30 s), en l'occurrence un trafic intense qui nécessite de renouveler 40 appareils de voie (sur un total de 111) entre 2014 et 2017. Par ailleurs, une réfection des façades du bâtiment de la direction régionale de la SNCF est réalisée entre 2015 et 2018.
Le 2 avril 2016, les derniers EuroCity desservant la gare, baptisés Vauban (trains 91 et 90) et Iris (trains 97 et 96), sont supprimés, pour être partiellement remplacés par des TGV le lendemain. Ces deux aller-retours quotidiens relient jusqu'alors Bruxelles à Bâle (Zurich jusqu'en décembre 2013, voire Coire et Milan les années précédentes), avec comme arrêts principaux Namur, Luxembourg, Thionville, Metz, Strasbourg et les gares importantes de la plaine d'Alsace. Les anciens EuroCity Jean Monnet, qui étaient devenus des TER 200 (assurant ainsi des relations complémentaires, uniquement entre Luxembourg et Strasbourg — voire Mulhouse et Bâle), disparaissent concomitamment et ce pour la même raison.
Le second tronçon de la LGV Est européenne — dont le tunnel de Saverne — est mis en service le 3 juillet 2016, au lieu du 3 avril (à la suite de l'accident d'Eckwersheim) ; cela permet de réduire le meilleur temps du parcours Paris – Strasbourg à un peu moins d'1 h 50 min, (notamment à partir du 11 décembre), dans le cadre de la « Magistrale européenne ». En revanche, l'éventuelle extension de la LGV Rhin-Rhône est repoussée à l'horizon 2030.
Les derniers Intercités de nuit desservant cette gare, faisant partie des trains à tranches multiples et étant à ce titre surnommés « Quadritranche », disparaissent en 2016. Il s'agit des relations Strasbourg – Montpellier – Cerbère (Portbou jusqu'en décembre 2015), supprimée le 26 juin, et Strasbourg – Marseille – Nice (Vintimille jusqu'en décembre 2004 ; liaison autrefois appelée Alsace-Riviera), à son tour supprimée le 30 septembre,. En outre, l'Intercités 100 % Éco Paris – Strasbourg, créé en décembre 2015, disparaît le 19 mai 2019 en raison de la concurrence du service Ouigo (qui existe sur la même liaison depuis juillet 2018),.

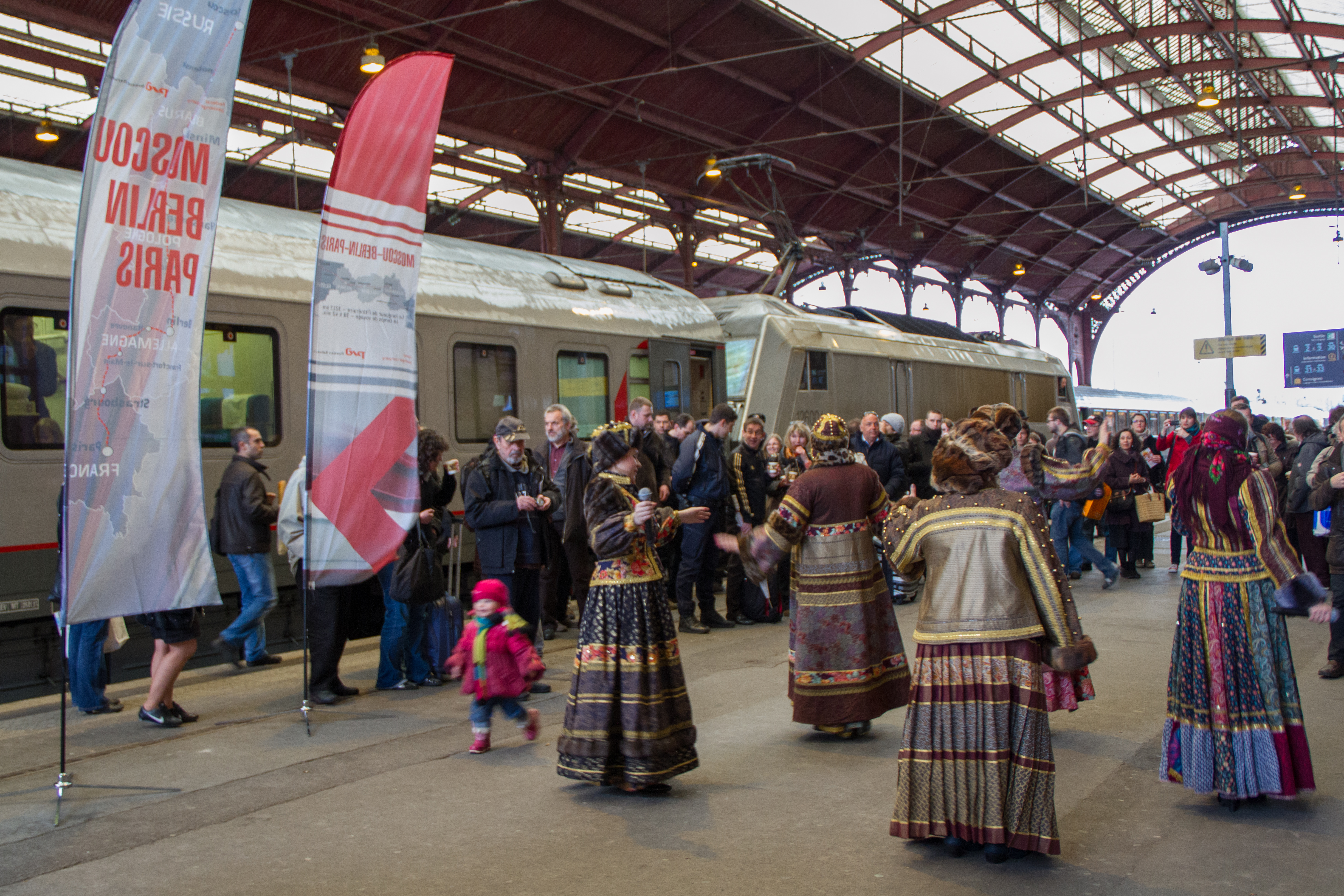
Festivités d'inauguration de la desserte de Strasbourg sur la liaison Moscou – Paris, le 9 avril 2013.

Par ailleurs, l'EuroNight « Moscou express », reliant Paris à Moscou (via Berlin, Varsovie et Minsk), dessert Strasbourg à partir de décembre 2012. Toutefois, cet arrêt est supprimé (au profit d'un passage par Sarrebruck) en décembre 2019, tandis que le train ne circule plus depuis 2020.
Enfin, l'aller-retour quotidien entre Strasbourg et le technicentre de Bischheim (réservé à ses employés) est supprimé en août 2023. La raison invoquée est la mise en place du cadencement des TER sur la ligne de Strasbourg à Lauterbourg.
Vers 2024, l'établissement est équipé d'un « centre opérationnel exploitation gare ».

##### Projets
Avec l'arrivée du TGV, et le réaménagement du bâtiment voyageurs (et de ses abords) qui l'a accompagné, il est envisagé plusieurs années auparavant, soit à partir de 2000 – 2001, d'ouvrir la gare à 360°. Le côté ouest de la gare, actuellement occupé par des emprises ferroviaires où la SNCF stocke et entretient des rames (la « gare basse », dont les activités seraient alors transférées près de la gare de Cronenbourg), pourrait ainsi être urbanisé,. Roland Ries, lors de son mandat de 2008 à 2014, souhaitait implanter dans ce secteur un quartier d'affaires à l'horizon 2020. Lors de la campagne des élections municipales de 2014, Fabienne Keller indique vouloir accélérer le réaménagement de ce secteur de 20 hectares,. En raison du contexte de rigueur budgétaire, ce projet ne semble plus être d'actualité ; cependant, Roland Ries estime, en 2019, que l'ouverture à 360° pourrait se faire après la mise en service du grand contournement ouest (A 355) et la requalification de l'autoroute A 35 en boulevard urbain. Finalement, le site pourrait à terme accueillir une importante gare routière, ainsi qu'un parking silo, avec par ailleurs une réorganisation de la place de la Gare — dont le parking souterrain doit être affecté uniquement aux vélos — et des boulevards du Président-Wilson et de Metz (en faveur des piétons et des cyclistes, ainsi que du tramway) ; selon Jeanne Barseghian, les travaux devraient intervenir en 2027 ou 2028.

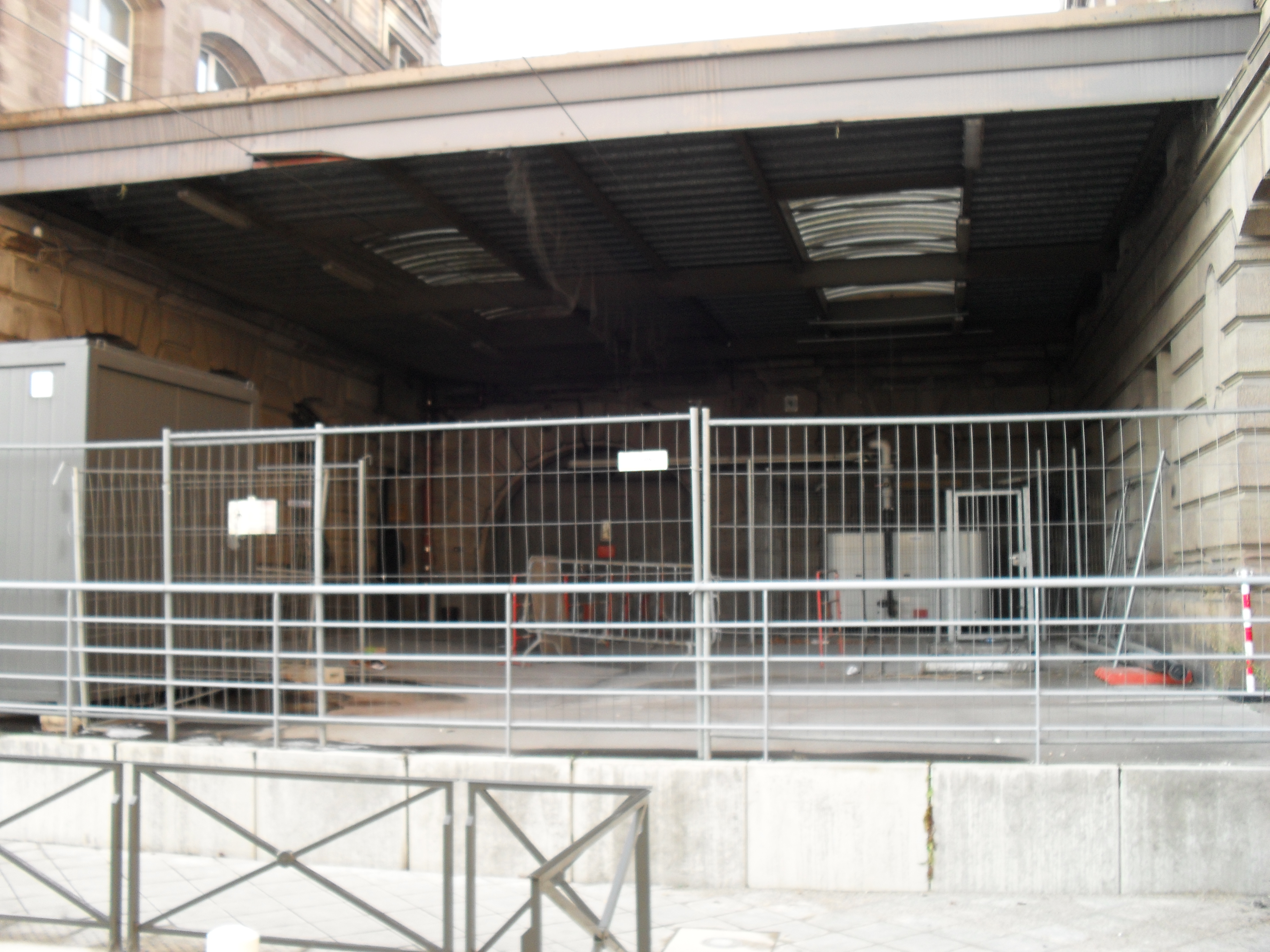
Débouché du futur tunnel du tram-train (et accès à l'ancien tunnel du tram postal), derrière la station de tramway en surface. Ce projet est abandonné.

En parallèle, la seconde phase du tram-train Strasbourg - Bruche - Piémont des Vosges est abandonnée en raison du coût important du chantier, notamment le tunnel traversant la gare et son faisceau de voies,,. Seule la première phase (prémices du projet final) a été réalisée ; sont donc en service : la station de tramway en surface (située devant l'ancienne poste et entrée du tunnel projeté, elle sert de terminus à la ligne C depuis le 27 novembre 2010), et la gare de l'aéroport international de Strasbourg-Entzheim (ouverte le 14 décembre 2008), qui bénéficie d'une desserte cadencée à fréquence élevée par les trains régionaux,,.
Par ailleurs, dans le cadre du Réseau express métropolitain européen (REME) — dont la création (effectuée le 11 décembre 2022) a été rendue possible par la réalisation d'une 4e voie entre Vendenheim et Strasbourg, —, un nouvel atelier de maintenance des rames TER doit être mis en service en 2024 ; en attendant sa construction, un atelier transitoire en gare de Strasbourg assure son rôle. Après 2030, il sera nécessaire d'allonger les quais existants de la gare mais aussi d'en créer de nouveaux, afin de répondre à la hausse attendue du trafic (entre 2021 et 2023, 650 TER quotidiens supplémentaires ont d'ailleurs été mis en circulation), voire d'ajouter une nouvelle gare ferroviaire qui serait contiguë aux futurs gare routière et parking silo susmentionnés.
Enfin, en 2023 et 2024, la surface commerciale de la gare doit passer de 1 900 à 2 600 m2 en raison de son importante fréquentation. Ces travaux coûtant six millions d'euros, réalisés par SNCF Gares & Connexions, vont notamment créer 160 m2 de terrasses sous la verrière (bien qu'il soit théoriquement interdit, du fait des normes de sécurité incendie, d'y installer des coques commerciales), ainsi qu'un restaurant haut de gamme — Pierre Hermé — dans les anciens salons de l'Empereur, (ex-« Salon Grand Voyageur », désormais transféré en lieu et place d'une partie des guichets) ; en outre, la galerie de liaison entre les halls Central et Sud est fermée au public,. Les travaux ont commencé en mai 2022 et s'achèveront finalement en 2026.

## Fréquentation
Avec 15 millions de voyageurs par an vers 2008, la gare de Strasbourg-Ville est la troisième de province, après celles de Lyon-Part-Dieu et de Lille-Flandres. Le classement reste inchangé en 2011, avec 16,1 millions de voyageurs annuels selon la SNCF. Cette dernière estime sa fréquentation à environ 23,9 millions en 2023, ce qui maintient la gare à la troisième place depuis 2015 (bien qu'elle ait été deuxième entre 2016 et 2018 puis en 2021).
| Année                             | 2015       | 2016       | 2017       | 2018       | 2019       | 2020       | 2021       | 2022       | 2023       | 2024       |
| --------------------------------- | ---------- | ---------- | ---------- | ---------- | ---------- | ---------- | ---------- | ---------- | ---------- | ---------- |
| Estimation du nombre de voyageurs | 18 232 891 | 18 472 587 | 19 989 293 | 20 170 472 | 21 465 169 | 13 049 946 | 16 328 098 | 21 446 966 | 23 907 864 | 24 568 668 |

## Service des voyageurs

### Accueil

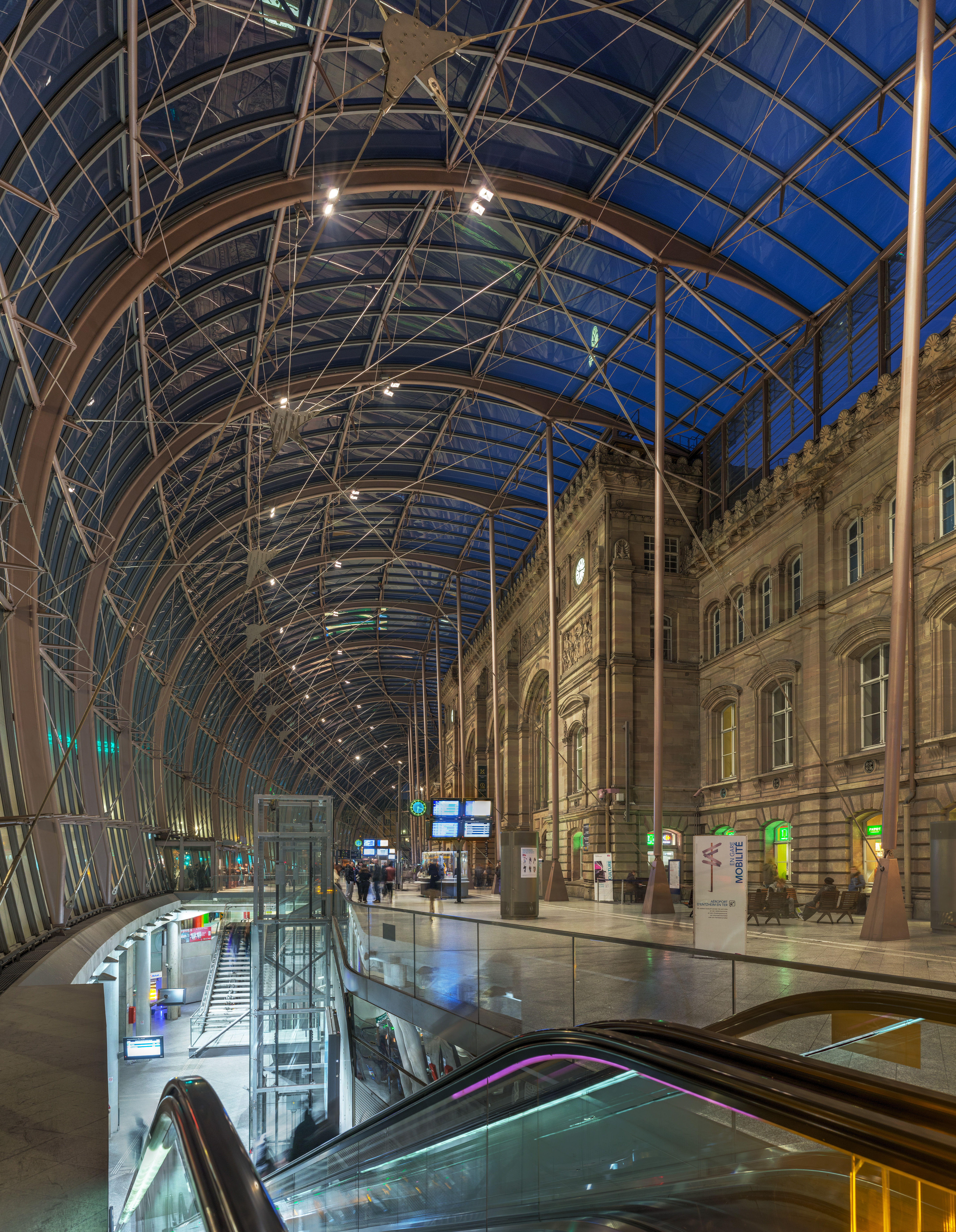
La verrière.

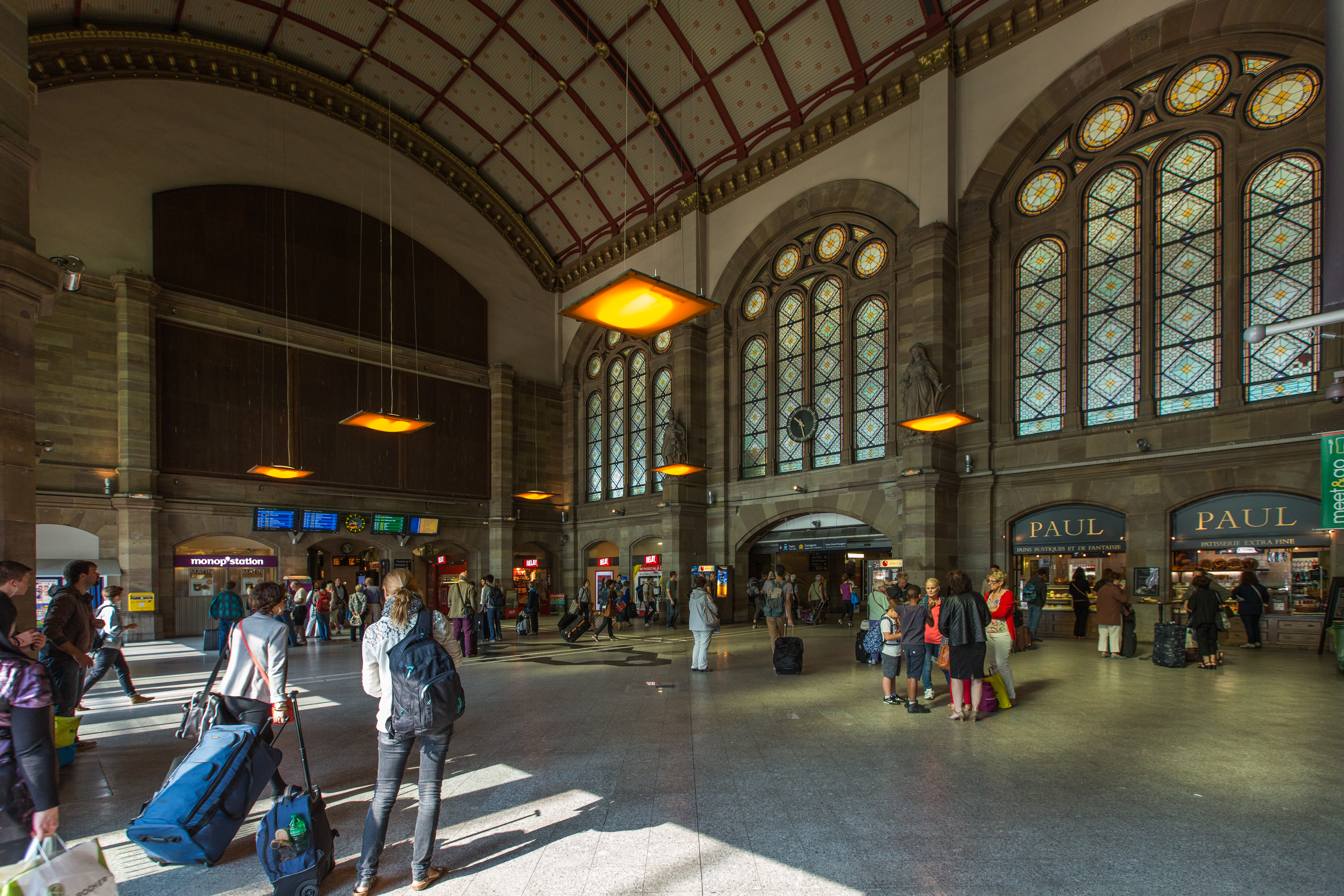
Le Hall Central.

Gare certifiée « NF Service », elle est ouverte au public tous les jours, tout comme l'espace de vente avec guichets,. Sous la verrière, des automates complètent ce dispositif permettant l'achat des titres de transport. À proximité, se trouve également un « Point Information Gare » (accueil destiné à renseigner les voyageurs). Pour accéder aux quais, trois souterrains sont disponibles (un au droit de chaque hall : Nord, Central et Sud).
Une consigne à bagages payante, située à proximité du service des objets trouvés et ouverte toute l'année, est accessible par le quai 1-25-31 (longeant le bâtiment voyageurs). La gare dispose de défibrillateurs, d'un bureau de police dans le hall Sud, de toilettes (payantes), d'un « Salon Grand Voyageur » (accessible tous les jours) et de salles d'attente, d'équipements spécifiques pour les handicapés, », d'accueils pour les groupes et le service « Junior & Cie », d'un « Espace TER Fluo », ainsi que d'autres services pratiques (comme des appareils destinés aux photos d'identité, une boîte aux lettres, un distributeur de billets, etc.). Du Wi-Fi gratuit est disponible, ainsi qu'un dispositif de vélos permettant de recharger un objet connecté en pédalant (« We-Bike ») et un piano. Par ailleurs, plusieurs types de commerces sont implantés au sein de l'établissement : presse et divers, alimentation et restauration (dont certains disposent d'une terrasse sous la verrière).
Diverses manifestations évènementielles se déroulent ponctuellement, en partenariat avec SNCF Gares & Connexions : des flash mobs organisées par des associations ou des institutions culturelles, voire des concerts et d'autres représentations artistiques, des expositions, (par exemple l'installation sous la verrière, durant un mois au cours de l'été 2015, de L’Horloge du Millénaire créée par le plasticien Daniel Depoutot), des dictées, des animations itinérantes véhiculées par des Trains Expo Événements SNCF, ainsi que des forums de recrutement,. Enfin, une visite interactive de la gare (et de son histoire) est possible par l'intermédiaire de neuf QR codes qui y sont répartis.
À partir du 20 mai 2013, certaines annonces sonores de la gare furent diffusées en alsacien (en plus du français), à titre expérimental. Celles-ci ne servent plus désormais, mais restent stockées dans un système informatique de la SNCF.

### Desserte
En raison de sa position géographique au sein de l'Europe rhénane, la gare est desservie par toutes sortes de trafics réguliers :
- nationaux et internationaux : TGV inOui et Ouigo, ICE (dans le cadre de l'accord commercial « DB SNCF Voyageurs en coopération »), Nightjet ;
- régionaux (certains trains traversent néanmoins une frontière nationale) : Transport express régional (TER) Grand Est — dont TER 200 — et Ortenau-S-Bahn (OSB).

Toutefois, hormis quelques trains internationaux, une correspondance à Offenbourg s'avère généralement nécessaire pour atteindre les grandes villes allemandes les plus proches (à moins de 200 kilomètres), pour des raisons historiques et donc techniques (notamment, les systèmes d'électrification et de signalisation sont différents de part et d'autre de la frontière ; l'interopérabilité demeure ainsi limitée). De surcroît, pour les agglomérations importantes d'autres pays — Zurich en Suisse, Milan en Italie… — situées dans un rayon de 500 km autour de Strasbourg, les changements de train sont inévitables, ce qui rend le transport ferroviaire moins compétitif que la voiture ou l'avion (concernant le temps de trajet).

#### Trains à grande vitesse

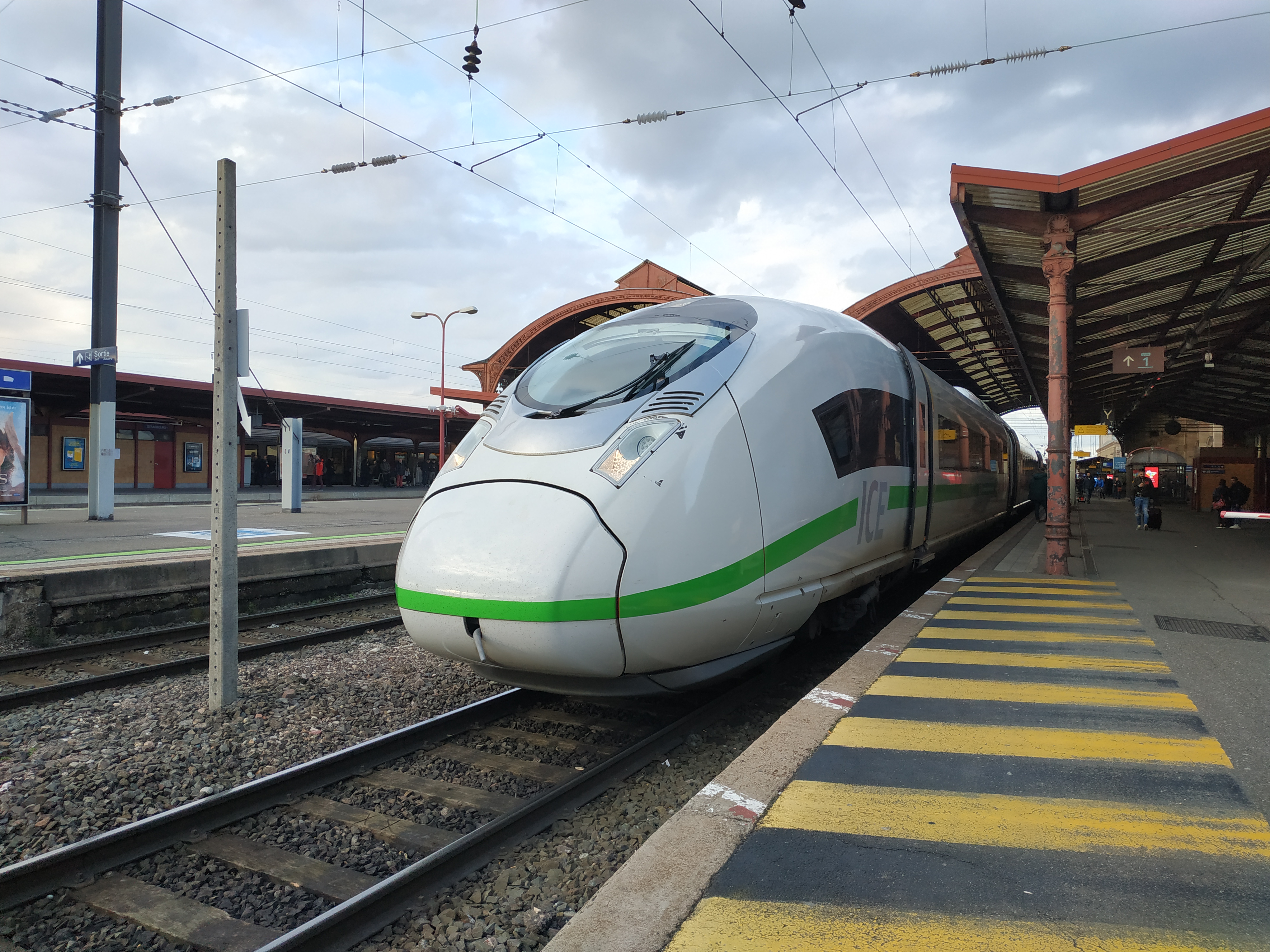
Une rame de type ICE 3 « Velaro D » (DB 407).

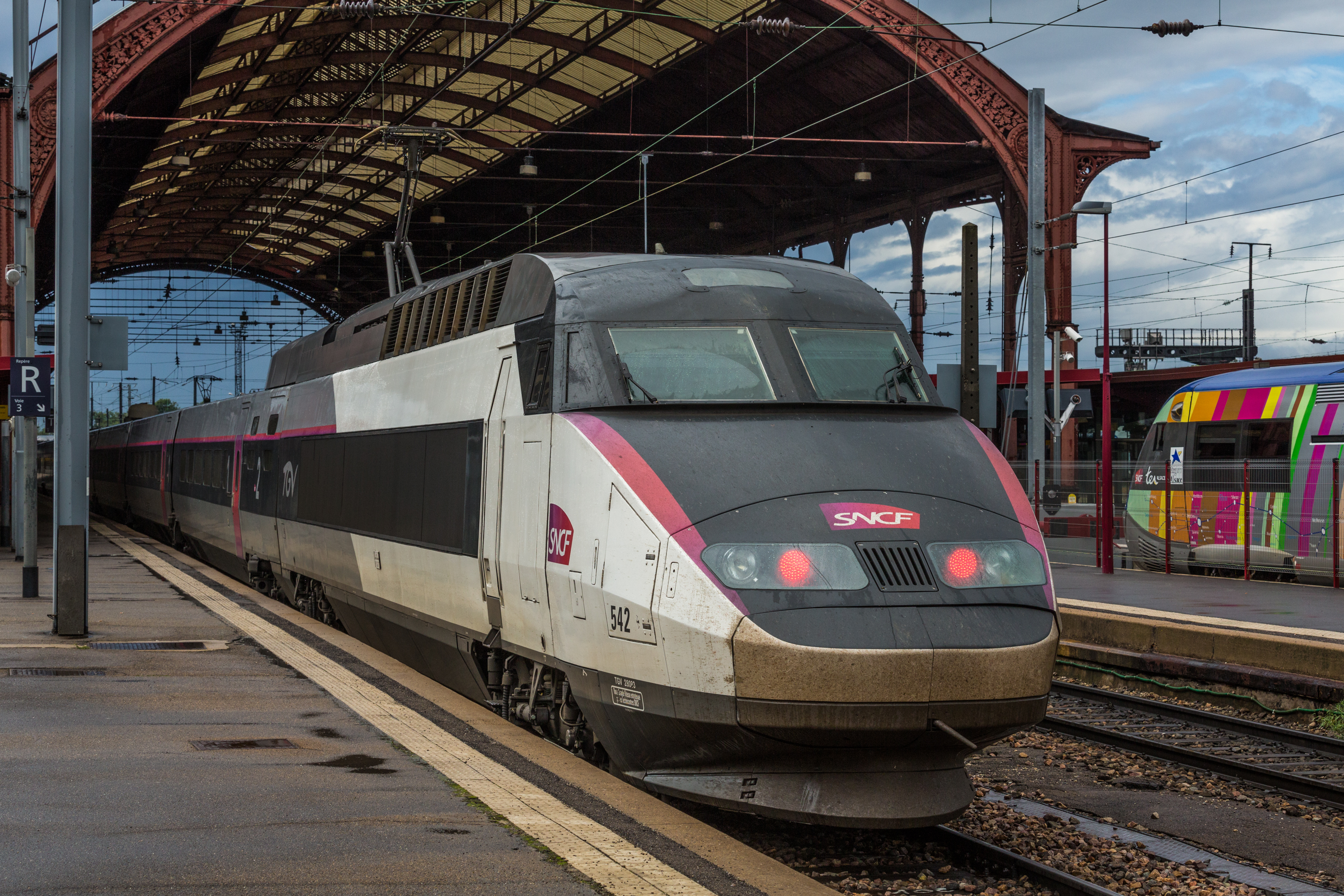
Une rame TGV, de type TGV Réseau.

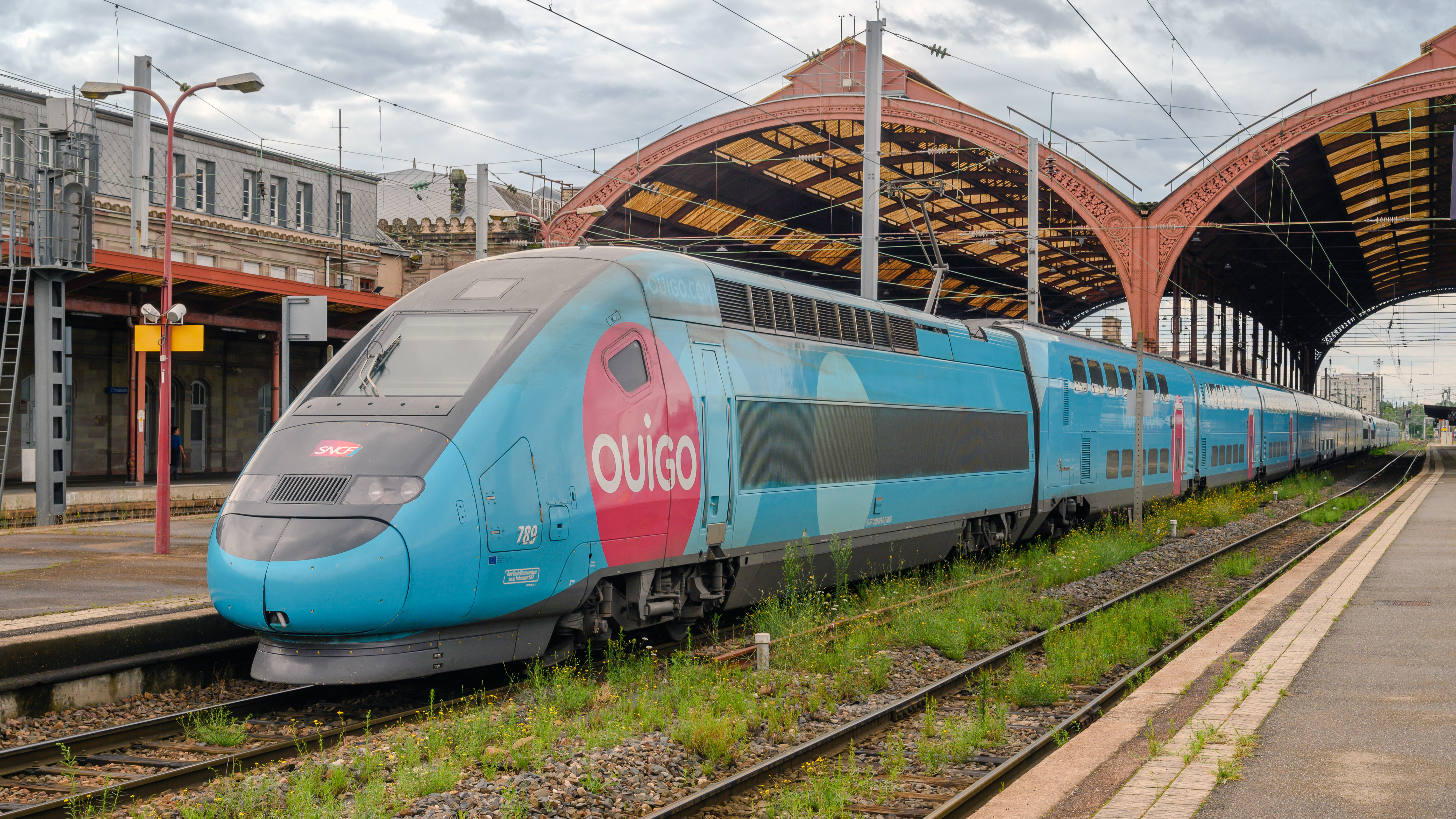
Rames Ouigo couplées, de type.

Les relations par trains à grande vitesse comprennent les liaisons suivantes :
- ICE :
  - Berlin – Francfort-sur-le-Main – Karlsruhe – Strasbourg – Paris,
  - Francfort-sur-le-Main – Mannheim – Karlsruhe – Strasbourg – Paris,
  - Stuttgart – Karlsruhe – Strasbourg – Paris ;

- TGV inOui :
  - Francfort-sur-le-Main – Mannheim – Karlsruhe – Strasbourg – Paris,
  - Stuttgart – Karlsruhe – Strasbourg – Paris (certaines missions sont en provenance ou à destination de Munich),
  - Fribourg-en-Brisgau – Ringsheim – Strasbourg – Paris,
  - Colmar – Strasbourg – Paris,
  - Strasbourg – Paris,
  - Strasbourg – Metz – Paris,
  - Strasbourg – Nancy – Paris,
  - Strasbourg – aéroport de Paris-Charles-de-Gaulle – Marne-la-Vallée – Massy – Bordeaux (en été, certaines missions sont en provenance ou à destination de Francfort-sur-le-Main via Karlsruhe et Mannheim),
  - Strasbourg – aéroport de Paris-Charles-de-Gaulle – Marne-la-Vallée – Massy – Nantes,
  - Strasbourg – aéroport de Paris-Charles-de-Gaulle – Marne-la-Vallée – Massy – Rennes,
  - Strasbourg – Marne-la-Vallée – aéroport de Paris-Charles-de-Gaulle – Lille – Bruxelles,
  - Francfort-sur-le-Main – Mannheim – Karlsruhe – Strasbourg – Mulhouse – Lyon – Marseille,
  - Luxembourg – Metz – Strasbourg – Mulhouse – Dijon – Lyon – Marseille,
  - Luxembourg – Metz – Strasbourg – Mulhouse – Dijon – Lyon – Montpellier,
  - Nancy / Strasbourg – Mulhouse – Dijon – Lyon – Marseille – Toulon – Nice,
  - Metz / Strasbourg – Mulhouse – Dijon – Lyon – Montpellier,
  - Strasbourg – Mulhouse – Dijon – Lyon ;

- Ouigo :
  - Strasbourg – Paris,
  - Strasbourg – Metz – Paris.

#### Trains de nuit
Des trains de nuit, assurés par Nightjet (NJ), effectuent les liaisons suivantes :
- Vienne – Linz (de) – Salzbourg – Munich – Strasbourg – Paris ;
- Berlin – Halle-sur-Saale – Erfurt – Francfort-sur-le-Main – Strasbourg – Paris.

#### Trains régionaux

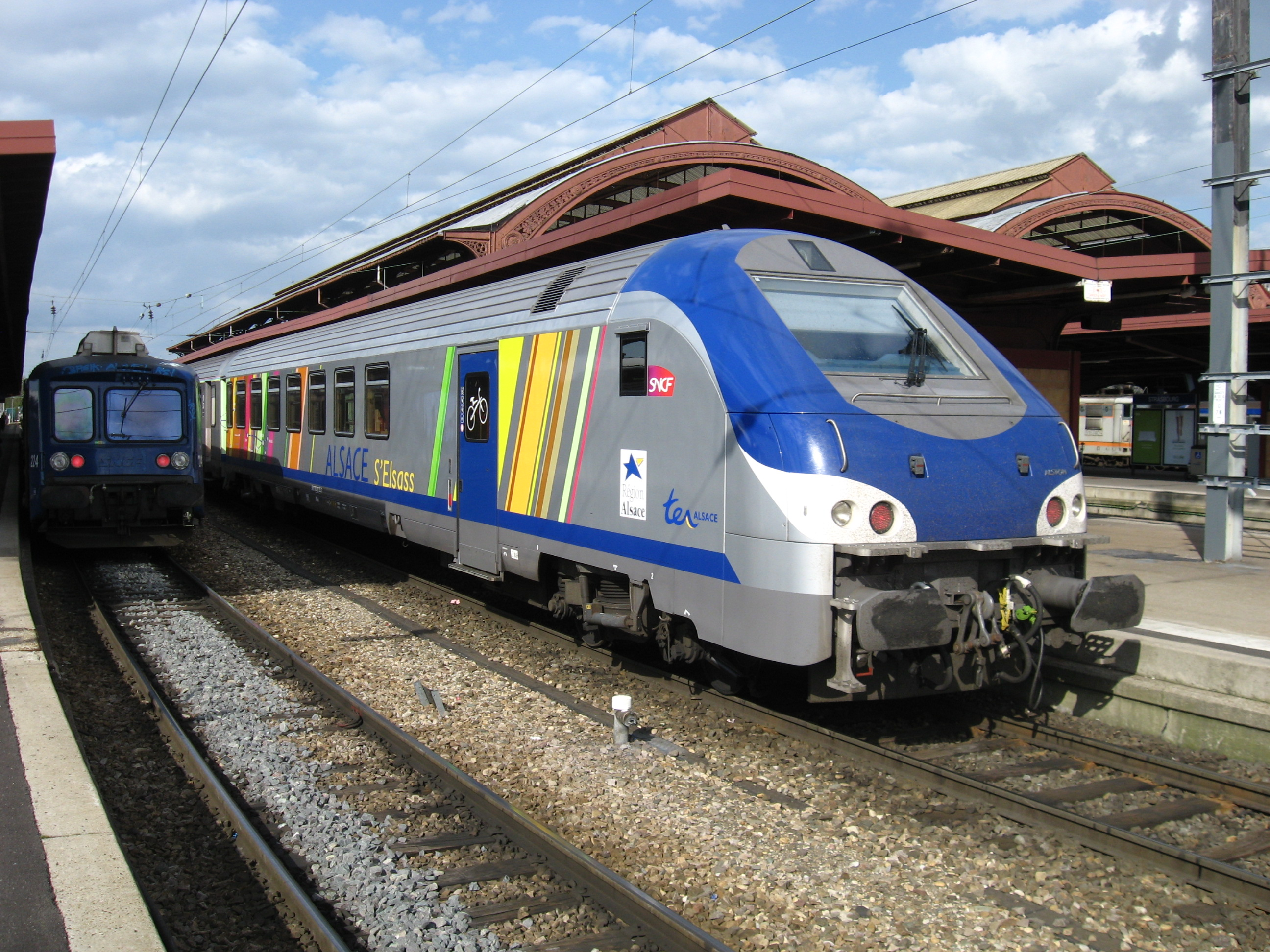
La voiture-pilote d'une rame TER 200.

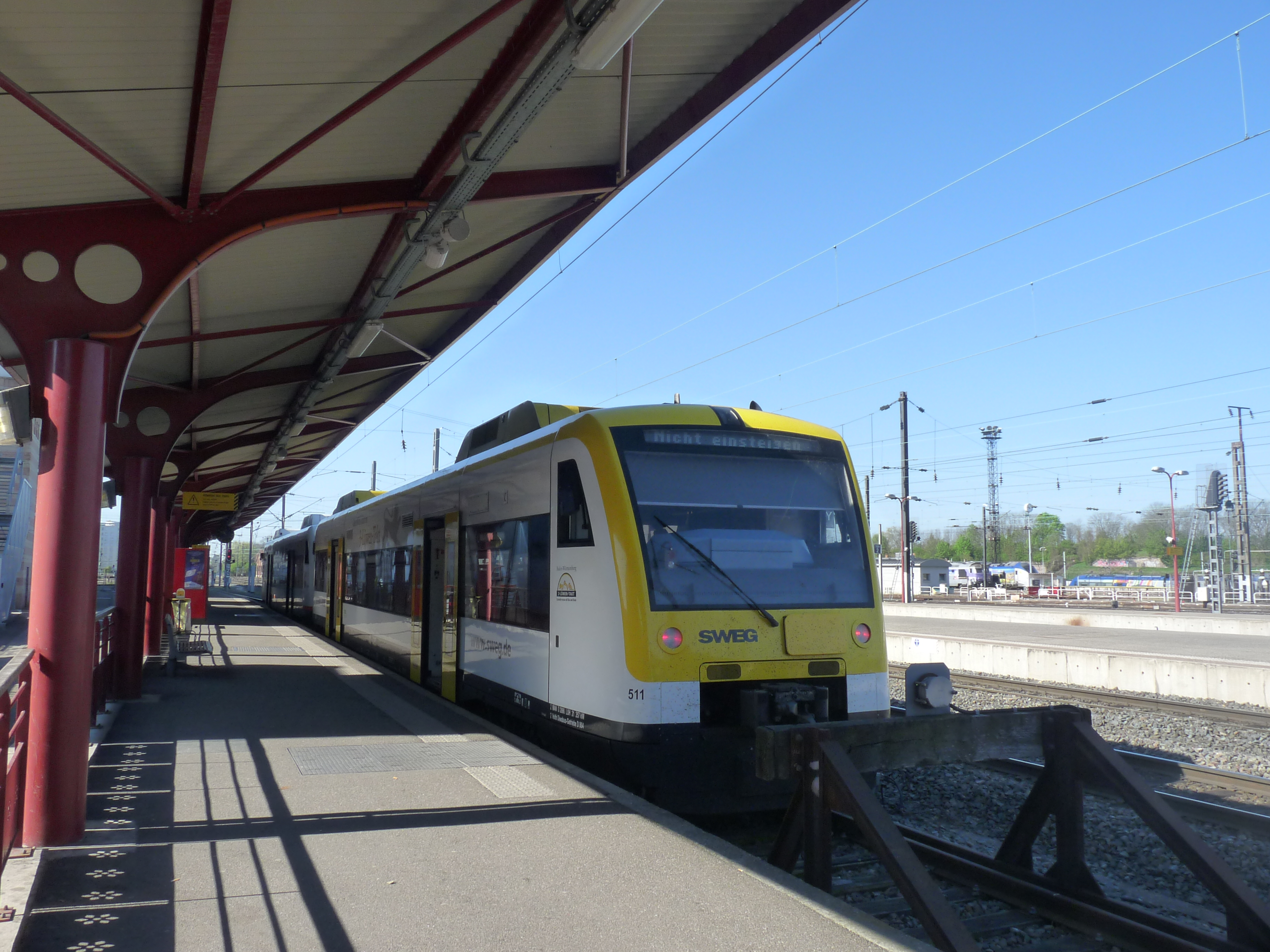
UM de deux rames Regio-Shuttle de l'OSB.

Les relations par trains régionaux, du réseau TER Grand Est, comprennent les lignes commerciales suivantes :
- no C02 : Strasbourg – Nancy – Bar-le-Duc – Paris ;
- no A01 : Strasbourg – Mulhouse – Bâle (la majorité des trains de cette relation sont des TER 200) ;
- no A02a : Strasbourg – Erstein – Sélestat – Colmar – Mulhouse (le service est renforcé par la présence des TER 200 ; les terminus partiels de la relation sont Sélestat et Colmar) ;
- no A03 : Strasbourg – Saverne – Sarrebourg (avec terminus partiels à Mommenheim et Saverne) ;
- no A04 : Strasbourg – Haguenau ;
- no A05 : Strasbourg – Haguenau – Niederbronn-les-Bains (avec correspondance pour Bitche, en autocar TER) ;
- no A06 : Strasbourg – Sarreguemines – Sarrebruck (avec terminus partiel à Sarreguemines) ;
- no A07 : Strasbourg – Obernai – Barr – Sélestat (avec terminus partiels à Obernai et Barr) ;
- no A08 : Strasbourg – Saales – Saint-Dié-des-Vosges – Épinal (avec terminus partiels à Rothau, Saales et Saint-Dié-des-Vosges) ;
- no A09 : Strasbourg – Lauterbourg (avec correspondance pour Wörth am Rhein, en train régional de la Deutsche Bahn ; le prolongement en TER existe néanmoins, uniquement les week-ends et jours fériés d'avril à octobre ; par ailleurs, le terminus partiel de la relation est Rœschwoog) ;
- no A11 : Strasbourg – Kehl – Offenbourg (missions effectuées aussi par l'OSB) ;
- no A13 : Strasbourg – Nancy ;
- no A14 : Strasbourg – Metz ;
- no A18 : Strasbourg – Entzheim-Aéroport – Molsheim ;
- no A34 : Strasbourg – Haguenau – Wissembourg (avec correspondance pour Neustadt an der Weinstraße (de), en train régional de la DB).

Dans le cadre du REME, les liaisons omnibus Sarrebourg – Saverne – Mommenheim – Strasbourg et Strasbourg – Erstein – Sélestat sont diamétralisées,. Il existe en outre, uniquement aux heures de pointe, des trains permettant d'effectuer des trajets Sarreguemines – Strasbourg – Krimmeri-Meinau, également par diamétralisation des lignes concernées.

#### Trains spéciaux

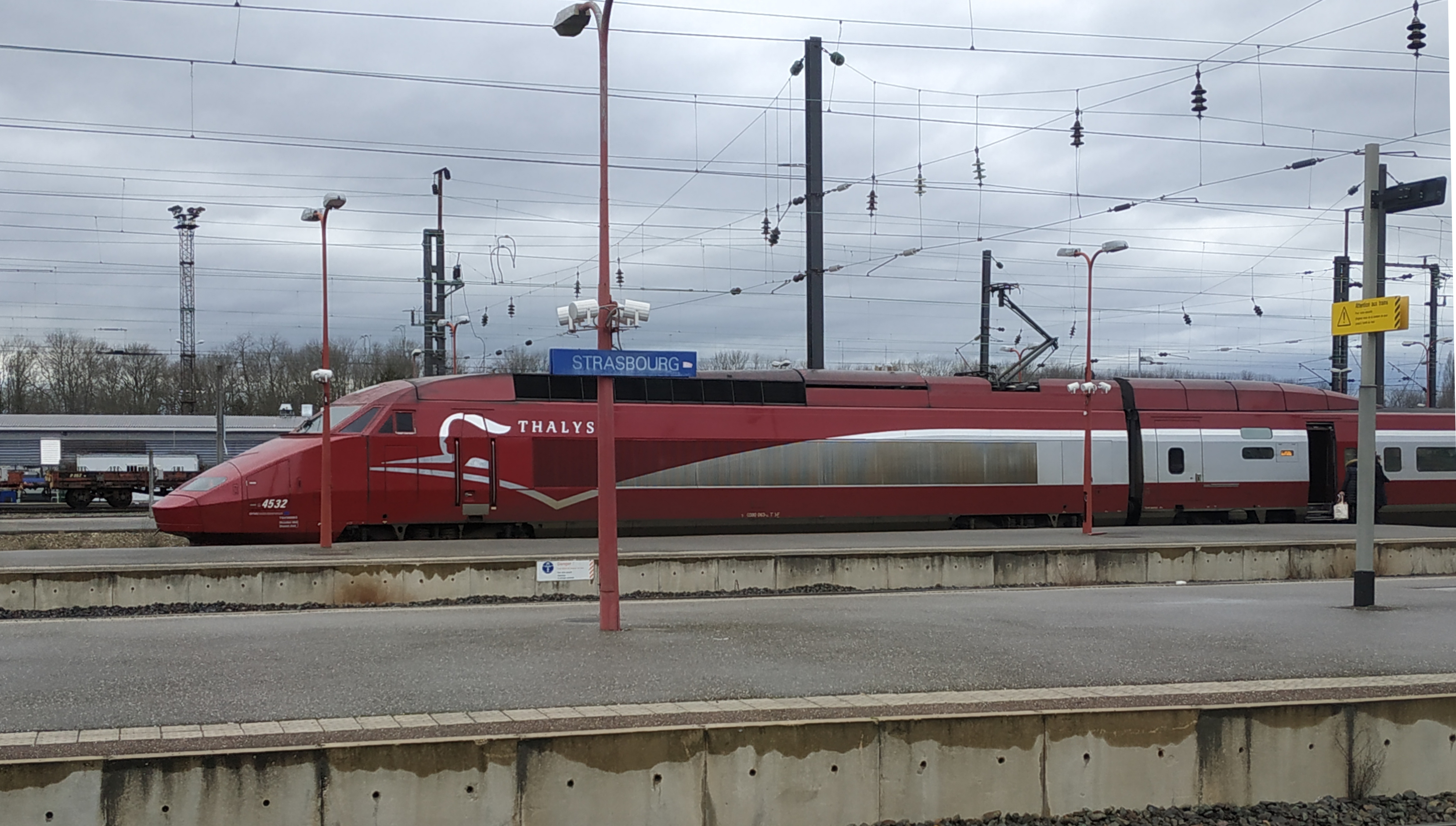
Rame TGV PBA, assurant le train des députés européens.

Les relations par trains spéciaux récurrents comprennent les liaisons suivantes :
- Bruxelles – Strasbourg : trains directs affrétés auprès d'Eurostar (ex-Thalys), exclusivement réservés aux députés européens et à leurs collaborateurs, mis en place à l'occasion des sessions du Parlement européen à Strasbourg[153],[154] ;
- Strasbourg – Lourdes : liaisons TGV mises en place lors de pèlerinages annuels dans la cité mariale, organisés par les associations « Notre Dame du Salut[155] » et « Pèlerinage du Rosaire[156] » ;
- une circulation nocturne d'un TER 200, lors du carnaval de Bâle[157].

### Intermodalité

#### Réseaux urbains
La gare est desservie par le réseau de la CTS, via cinq lignes de tramway : les lignes A et D par la station souterraine Gare Centrale (située en tunnel à 17 mètres de profondeur, accessible depuis la verrière ou la place de la Gare), la ligne C via la station du même nom située sur ladite place (près du hall Nord), et les lignes B et F par la station Faubourg National (située à 350 mètres de la gare, par la Petite rue de la Course). D'après une enquête réalisée par la SNCF auprès des clients de la gare en 2016, 41 % d'entre eux ont utilisé le tramway pour y arriver ou en partir, ce qui représente la principale intermodalité.
En parallèle, deux lignes de BHNS (G et H) et trois lignes de bus (2, 10 et N1), de la même compagnie, desservent également cette gare (aux arrêts Gare Centrale, situés devant la verrière). Par ailleurs, des autobus de transport scolaire — circuit S1 des lignes « Al&Rtour » de la CTS — relient Les Halles Sébastopol au centre de formation d'Eschau (dont l'une des composantes est le Centre national de formation d'apprentis facteurs d'orgues) en passant par l'arrêt Gare Centrale. Depuis le même arrêt, un service de navettes permet de se rendre au Conseil de l'Europe.
Outre les transports en commun, il est possible de prendre un taxi (de diverses sociétés) sur la place de la Gare (près du hall Sud), de réserver une voiture de transport avec chauffeur (VTC), ou de louer une voiture grâce à plusieurs prestataires. Les voyageurs désireux d'utiliser leur véhicule personnel ont à leur disposition trois parkings payants à proximité immédiate de la gare (les deux premiers sont également des stations du service d'autopartage « Citiz Grand Est », complété dans le premier par celui de « Tripndrive ») : « Sainte-Aurélie » (boulevard de Metz, avec accès direct aux quais via celui de la voie 25), « Gare Wodli » (boulevard du Président-Wilson, avec accès direct aux quais via celui des voies 32 et 33), « Gare – courte durée » (situé sous la place de la Gare, avec accès à la station de tramway souterraine et la verrière de la gare). De plus, deux dépose-minute se trouvent sur ladite place.
Enfin, la gare est équipée d'une station — avec boutique — « Vélhop », service de location de vélos de l'Eurométropole de Strasbourg. De plus, les utilisateurs de bicyclettes personnelles ont à leur disposition des aires de stationnement aménagées en plein air (sur la place de la Gare), ainsi que d'autres, couvertes, situées dans les trois parkings.

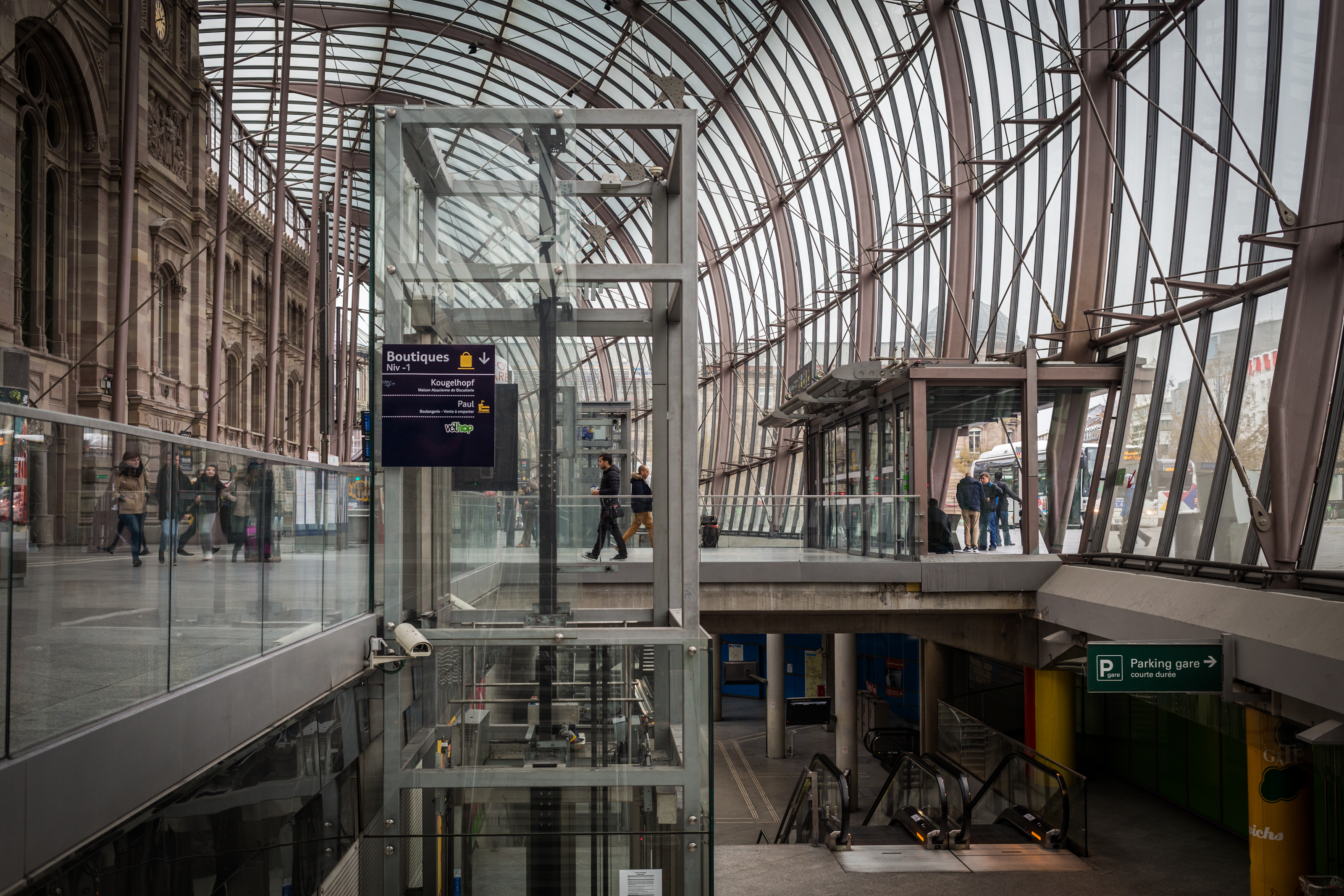
Accès à la station de tramway souterraine, à partir de la verrière.
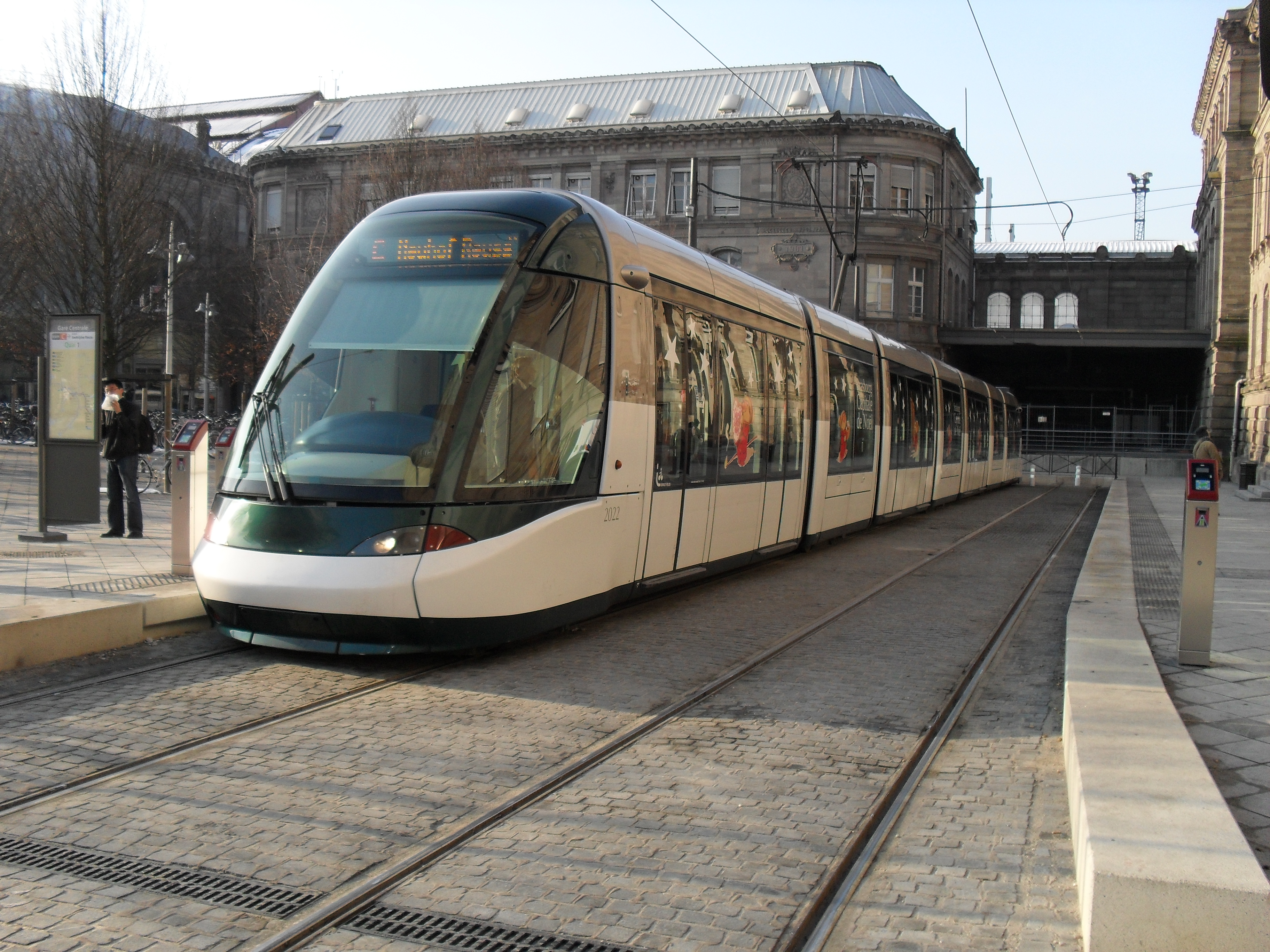
Station de surface de la ligne C du tramway.
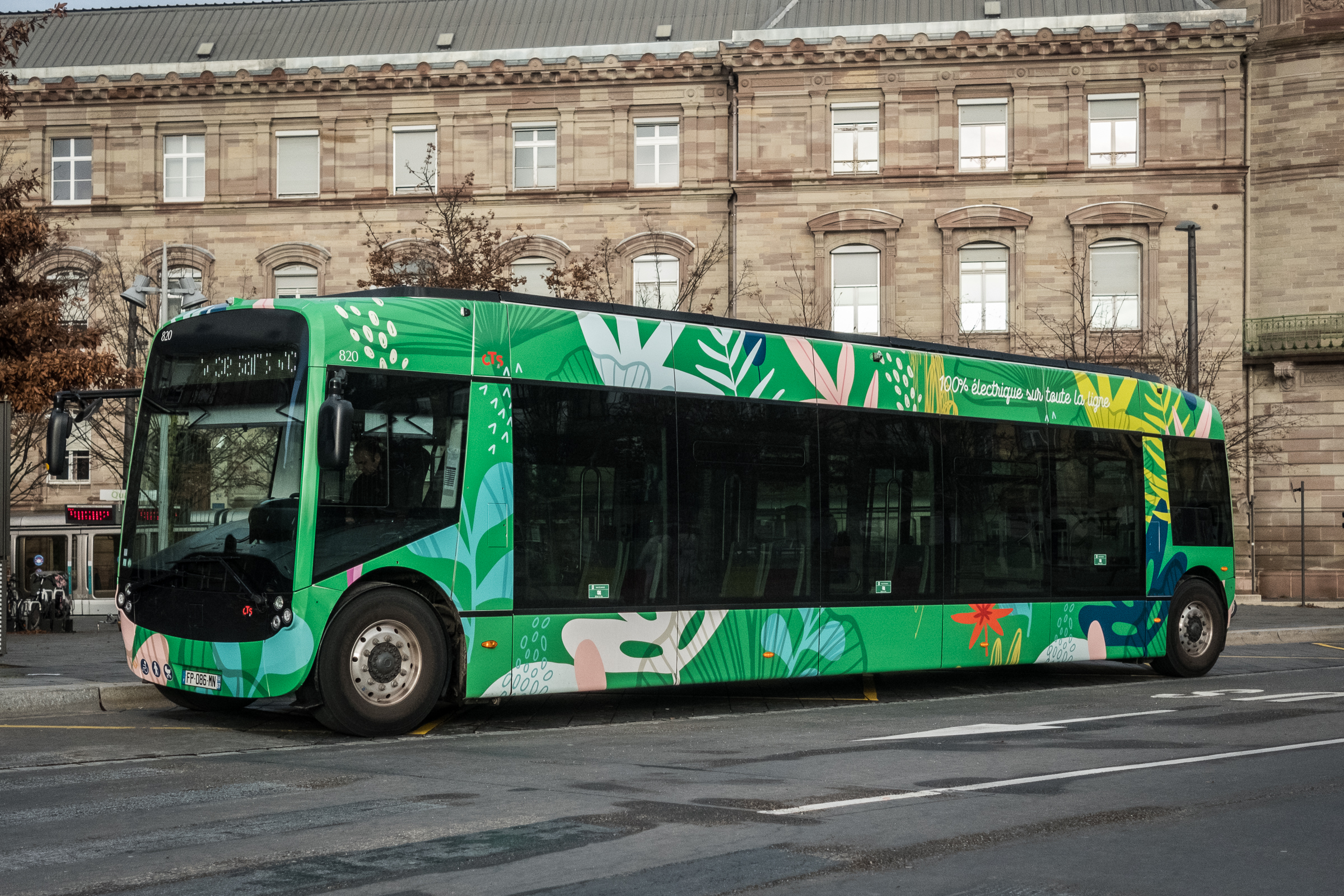
Un véhicule du BHNS H, place de la Gare.
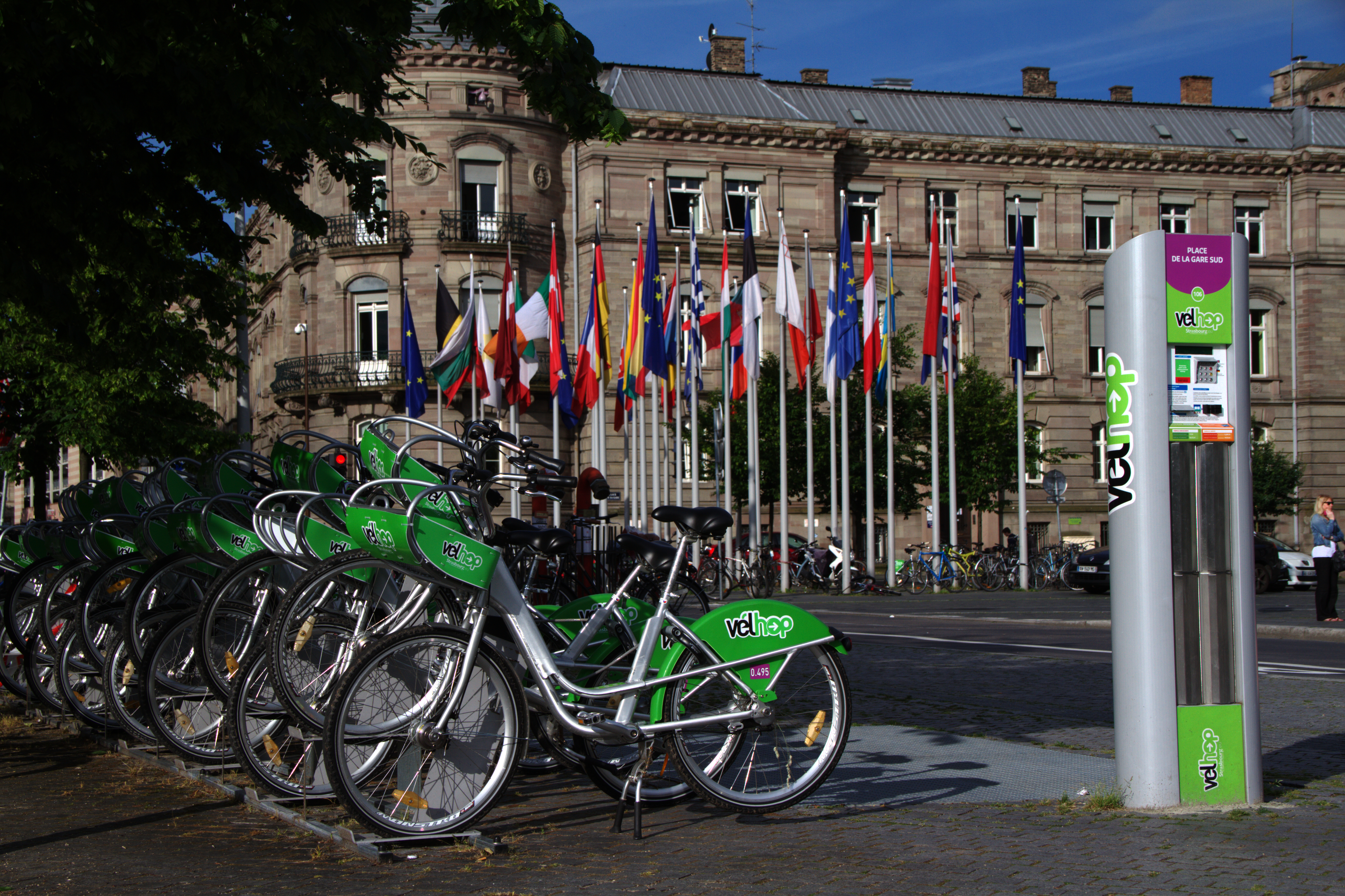
L'une des stations automatiques Vélhop de la gare.

#### Réseaux interurbains

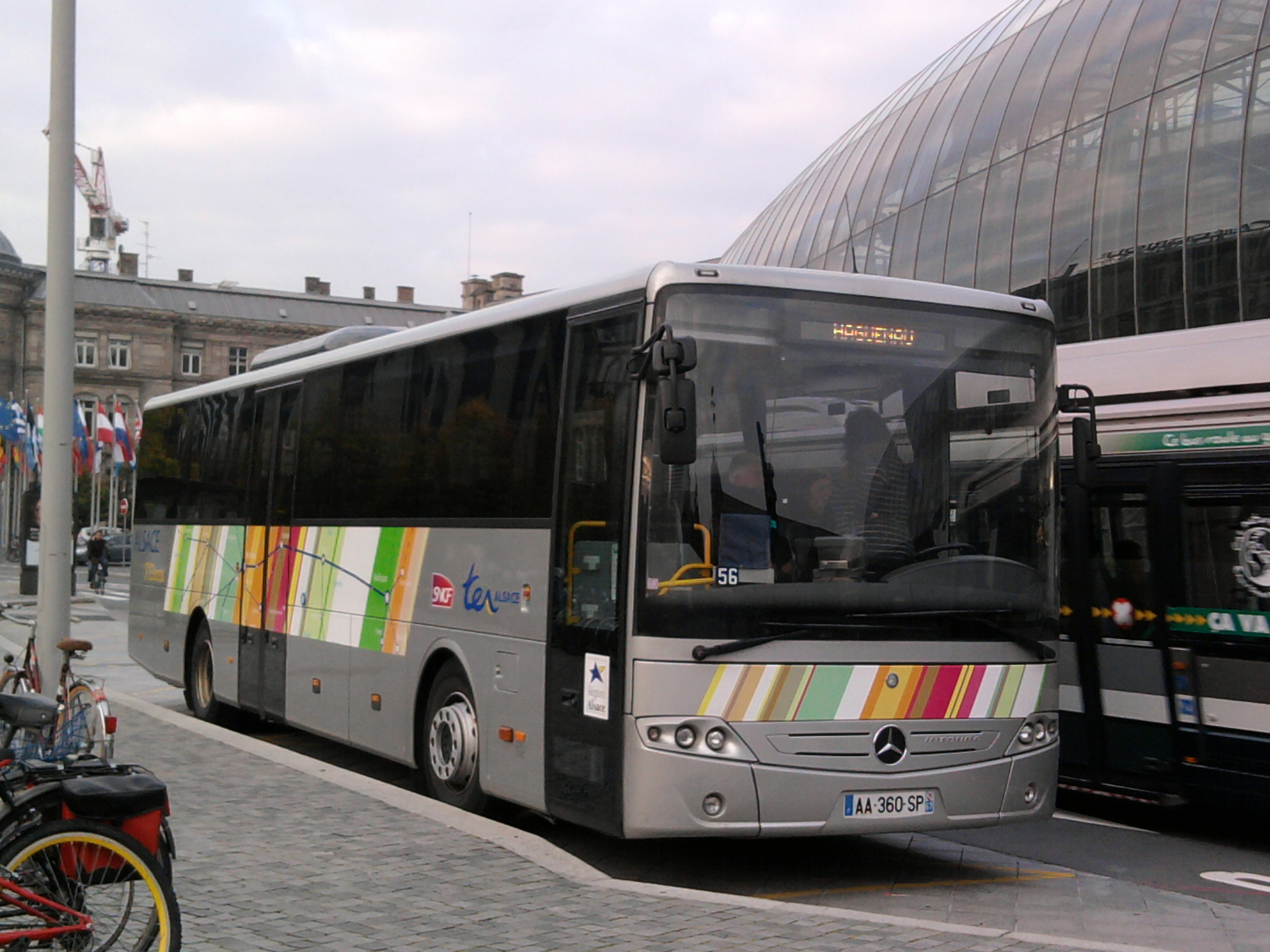
Autocar TER devant la gare, s'apprêtant à partir pour Haguenau.

En complément de la desserte ferroviaire régionale, des autocars du réseau « TER Grand Est » partent de la place de la Gare. Ils circulent principalement à des heures de faible demande ou lors de substitutions temporaires, en marquant des arrêts aux gares, en service ou fermées, mais également à des points propres aux transports routiers : rue principale ou route, mairie ou autre bâtiment important.
Par ailleurs, la gare est aussi desservie par des navettes régulières à destination et en provenance de plusieurs aéroports (Bâle-Mulhouse, Bruxelles, Francfort-Hahn, Francfort-sur-le-Main, Karlsruhe-Baden-Baden, Luxembourg-Findel, Munich, Sarrebruck, Stuttgart et Zurich),, ainsi que du village de marques « The Style Outlets » à Roppenheim.

## Service du fret
La gare peut recevoir des wagons isolés. Il s'agit de la desserte pour le ravitaillement en carburant du dépôt.
Par ailleurs, la ligne de Graffenstaden à Hausbergen et ses raccordements permettent aux circulations de fret en transit de contourner la gare de Strasbourg-Ville. Néanmoins, ce trafic traverse cette gare lorsque le poste de Koenigshoffen est fermé (la nuit et les week-ends).

## Gare basse et dépôt

### La gare basse
La « gare basse » est le site se trouvant en contrebas des voies principales, entre la rue Georges-Wodli et la rue du Rempart. À l'origine, ces installations servaient de gare de triage et de gare aux marchandises. Le bâtiment principal (qui était notamment occupé par le bureau de la douane et par l'économat) est construit entre 1880 et 1882, selon les plans de l'architecte Friedrich Wilhelm Beemelmans. Le magasin de l'équipement ferroviaire est réalisé en 1890. La gare basse disposait d'un système de désinfection des voitures voyageurs, ainsi que deux quais militaires (comme la plupart des gares du Reichsland),. Après la mise en service du triage de Hausbergen et de la gare de Cronenbourg, elle a été utilisée pour le stockage et l'entretien des rames voyageurs, rôle qu'elle occupe encore dans les années 2020 avec la présence du technicentre Grand-Est. Le centre de transit des personnels et matériels militaires no 1 (CTPM 1) occupait le bastion 15, juste à côté de la gare basse ; il était relié à celle-ci par une passerelle et par un passage souterrain. Un terminal auto-train se trouvait rue du Rempart, jusqu'à la suppression du service fin 2011. De juillet à octobre 2019, un lieu culturel éphémère (La Grenze) s'installe dans un ancien entrepôt de la gare basse ; alors qu'elle reste temporaire (durant trois mois) les années suivantes, cette reconversion devient permanente dès avril 2024. Par ailleurs, plus au nord, rue Claude-Chappe, se situe le centre de maintenance des matériels de l'infrastructure (C2MI rhénan).

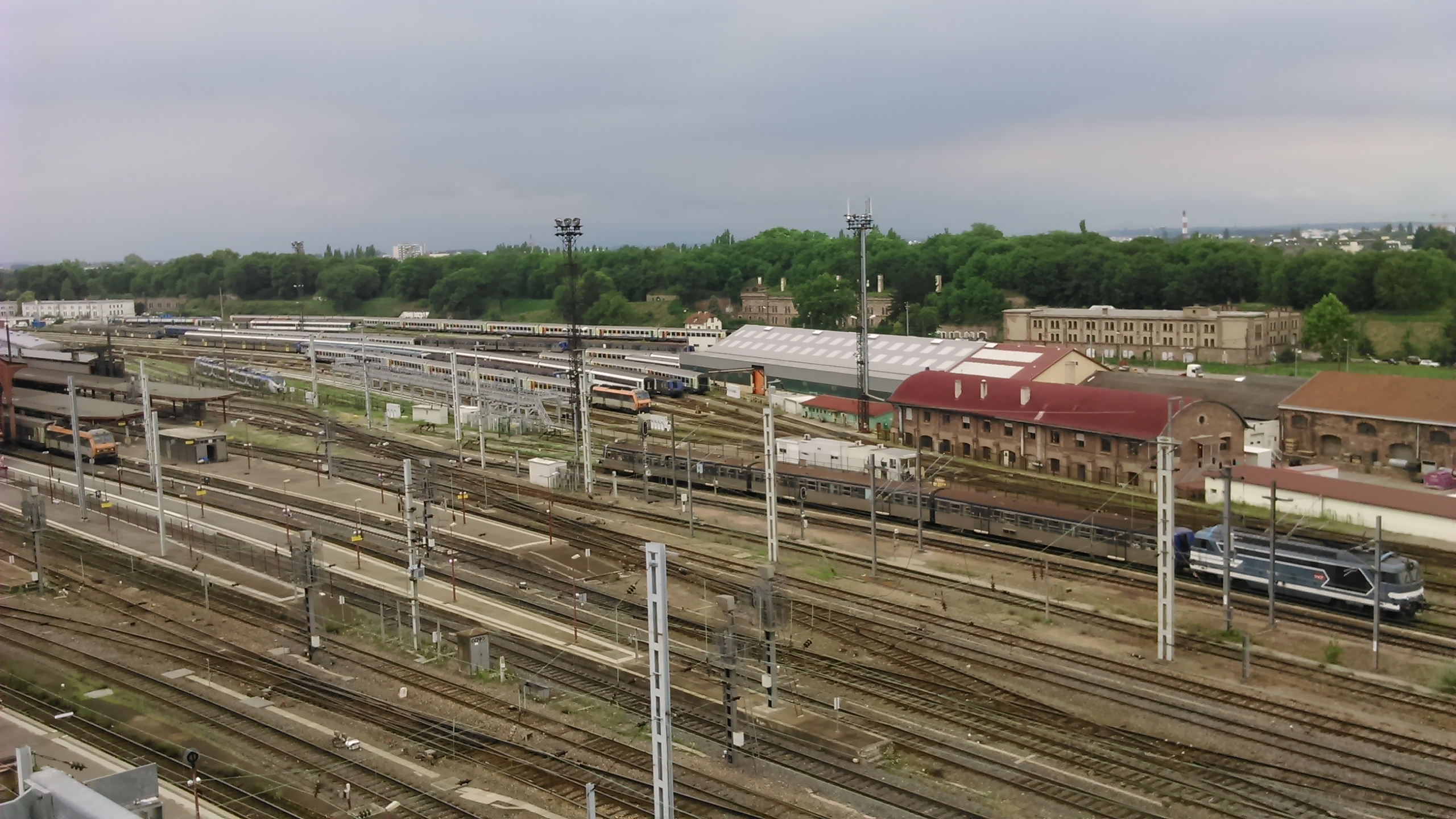
La « gare basse » de Strasbourg.
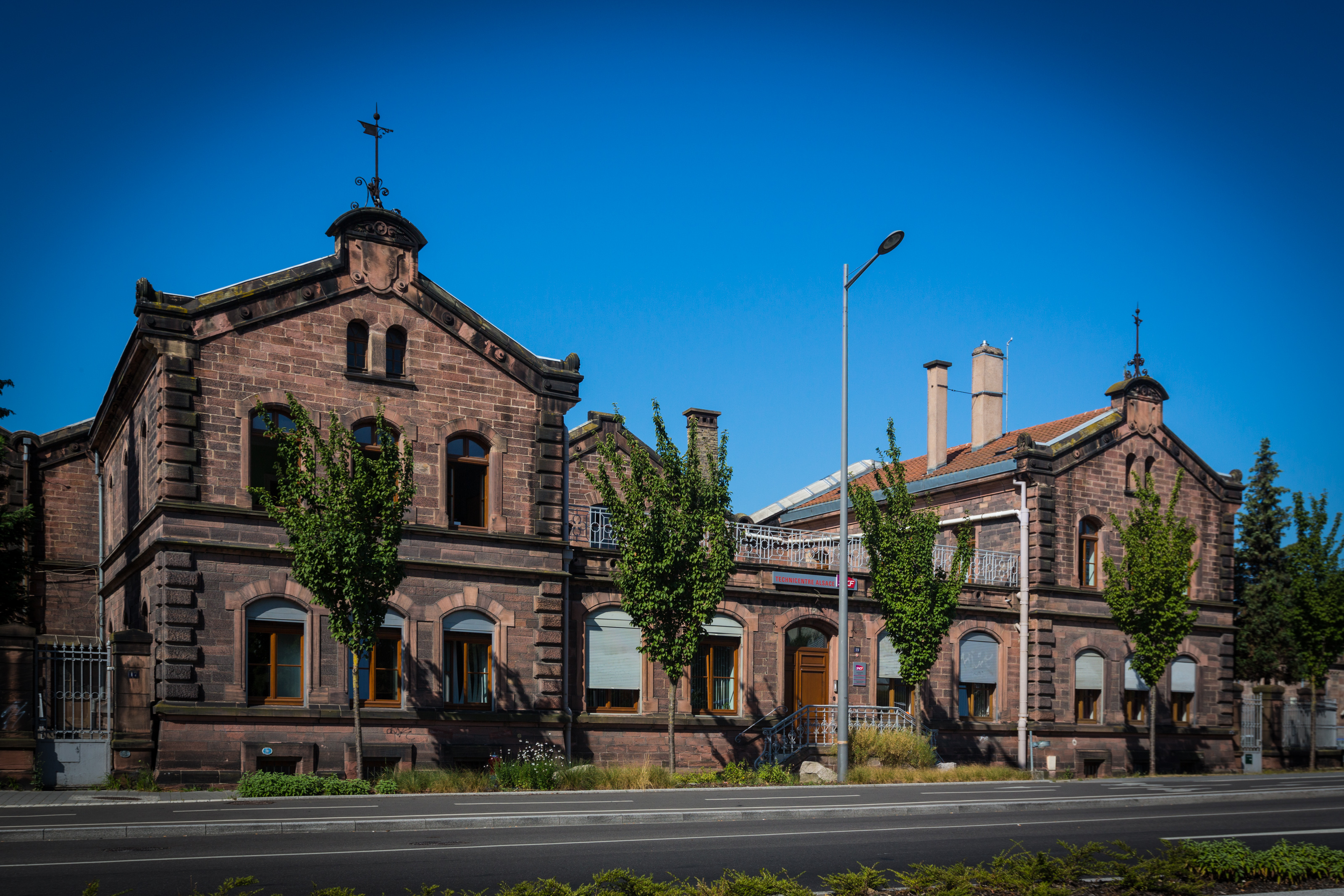
Bâtiment principal de la gare basse, situé rue Georges-Wodli.

### Le dépôt
Le premier dépôt ferroviaire de Strasbourg se trouvait dans le quartier de Cronenbourg. Construit vers 1840, il comportait deux rotondes (la rue de la Rotonde et la station de tramway homonyme en conservent le souvenir). Le dépôt actuel est édifié en 1879, selon les plans de l'architecte Beemelmans, à l'emplacement d'une partie d'un ancien cimetière romain,,. Il se trouve au sud-ouest de la gare, près de la rue de Koenigshoffen. Contrairement à la plupart des dépôts d'Alsace-Lorraine qui étaient constitués d'une ou plusieurs rotondes, il dispose d'un imposant bâtiment rectangulaire (en grès des Vosges) abritant douze voies. Le château d'eau du dépôt servait également de bains-douches pour les cheminots,. Une glacière, achevée en 1881, le jouxtait ; la glace produite approvisionnait les buffets et restaurants de la gare. Elle disparaît dès 1887, du fait de la mise en service d'un embranchement desservant les abattoirs municipaux, (qui ont été remplacés par le musée d'Art moderne et contemporain). Ledit château d'eau, inscrit monument historique, a été transformé en musée (le « château Vodou »). Il est entouré par deux bâtiments : celui de gauche (sis au no 8), anciennement un logement de service, abrite désormais le siège du CASI de Strasbourg ; celui de droite (sis au no 2a), initialement utilisé comme local « de surveillance », devenu propriété de la ville en 1993, est désormais occupé par une structure de l'Association d'accueil et d'hébergement pour les jeunes,. La chaufferie du dépôt est située de l'autre côté de la rue de Koenigshoffen, près de la rue de Rothau ; elle a été réhabilitée en appartements,. Un second château d'eau, démoli en décembre 1979, était implanté rue Georges-Wodli,.
Vers 1950, les effectifs de l'actuel dépôt sont d'environ 100 machines, dont des 241 A, des 231 B, des 230 D et des 242 TA. En 2021, il accueille des matériels voyageurs et fret diversifiés, notamment des BB 22200, des BB 26000, des BB 27000, des BB 67400, des BB 75000, des X 73500, des X 73900, des autorails à grande capacité (AGC), des Régiolis, ainsi que des voitures Corail et des rames réversibles régionales (RRR).

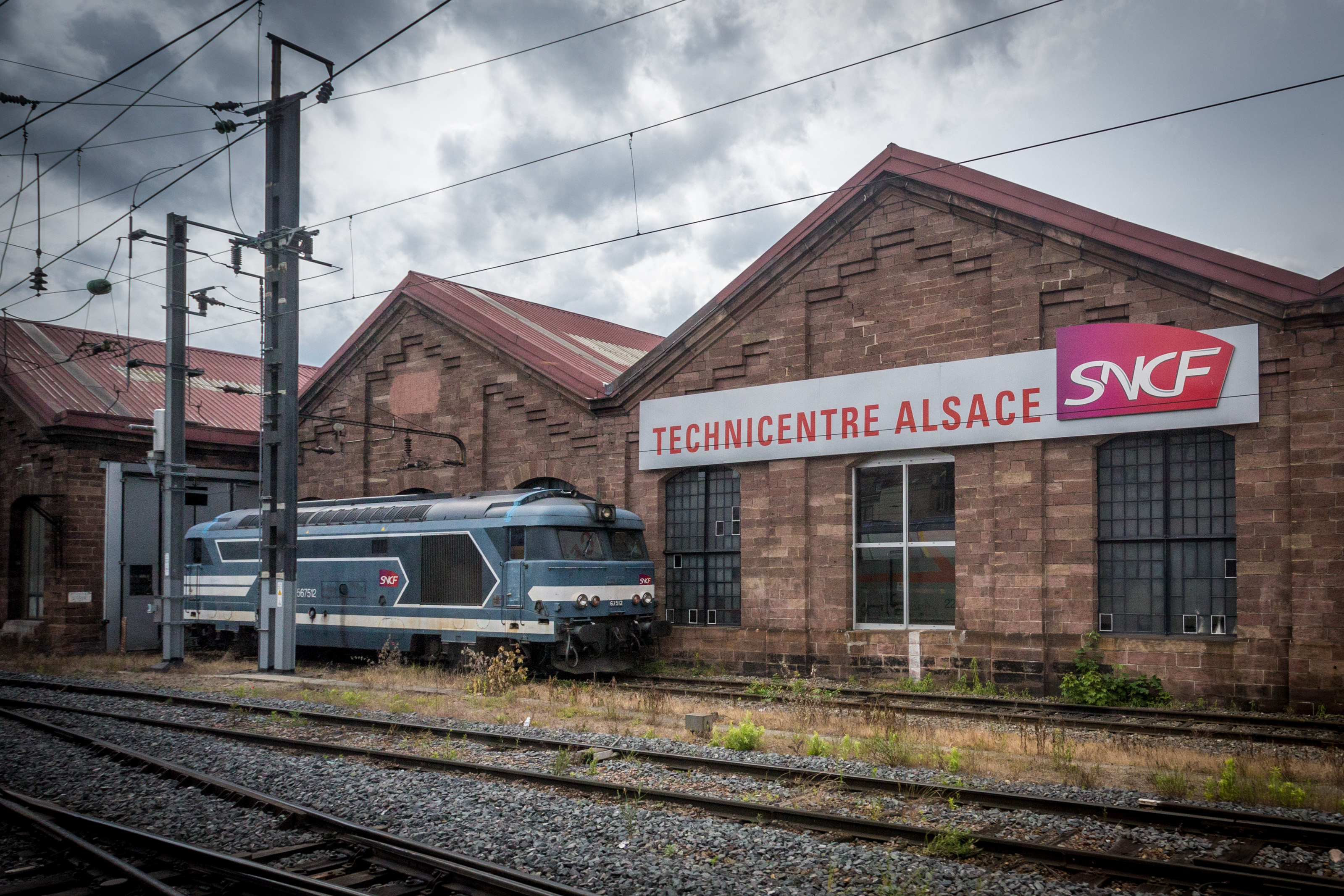
Vue sur une partie du dépôt (avec la locomotive BB 67512).
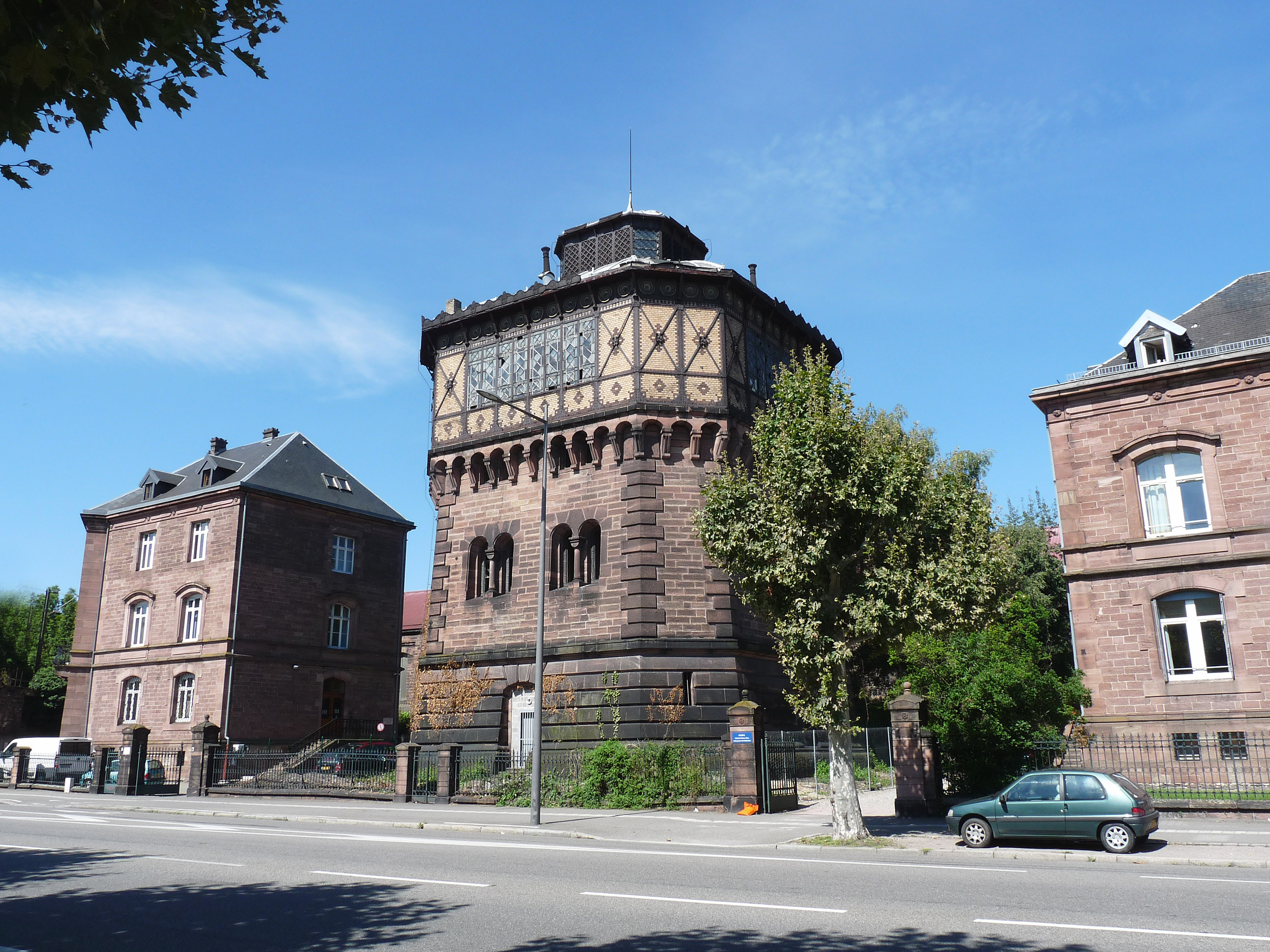
L'ancien château d'eau du dépôt, et les bâtiments le jouxtant.

## Dans la culture
En 1969, une scène du film L'Auvergnat et l'Autobus de Guy Lefranc, avec l'acteur Fernand Raynaud, est tournée dans l'établissement. Il s'agit de l'entrée en gare d'un train, tracté par une BB 16000.

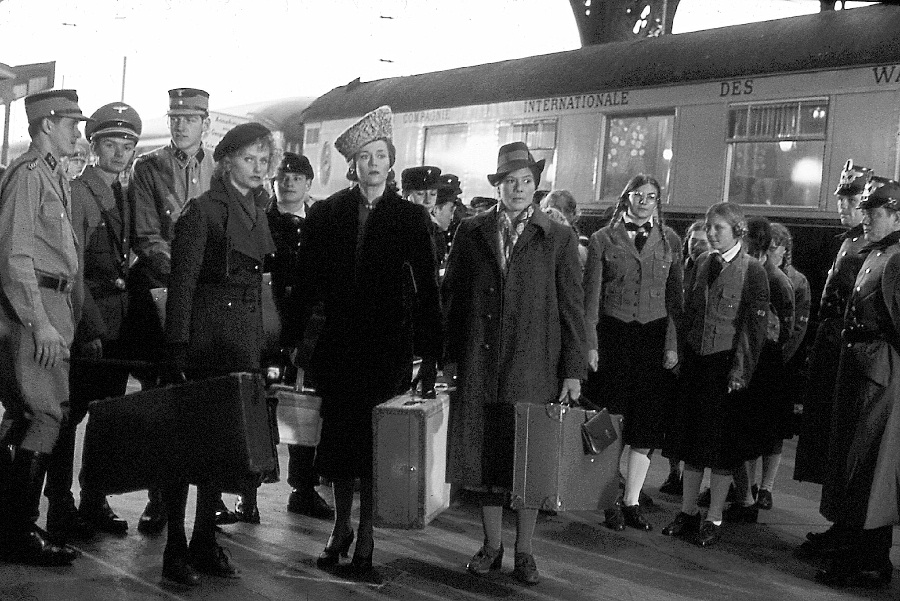
Le quai no 1 transformé en plateau de tournage, pour le film Julia.

Pendant l'hiver 1976, le réalisateur Fred Zinnemann tourne de nombreuses scènes sur le quai de la voie 1, qu'il transforme en quai de l'une des gares de Berlin (le parvis est en outre visible dans le film), pour Julia avec Jane Fonda, dont l'action se déroule pendant la Seconde Guerre mondiale. D'autres scènes seront enregistrées au palais universitaire et sur la ligne de Strasbourg à Rothau. Celle de l'arrivée d'un train (tracté par la locomotive 230 G 353) est réutilisée en 1982 par L'As des as — dont l'histoire se déroule cette fois en 1936 — de Gérard Oury.
La gare est également utilisée en 1996 pour le tournage de deux scènes (dont celle du meurtre) de l'épisode Marie Gare de la série télévisée policière Quai no 1 ; on y voit le parvis, le hall Central, le souterrain adjacent et le quai de la voie 1.
Le téléfilm Maman, ne me laisse pas m'endormir montre quelques scènes tournées en 2021 dans la gare, en l'occurrence sous la verrière et sur un quai.
Par ailleurs, le jeu Monopoly France, édité en 2018, comporte une case consacrée à la gare de Strasbourg, comme pour trois autres gares du pays (Metz, Paris-Est et Paris-Austerlitz).

## Autres gares

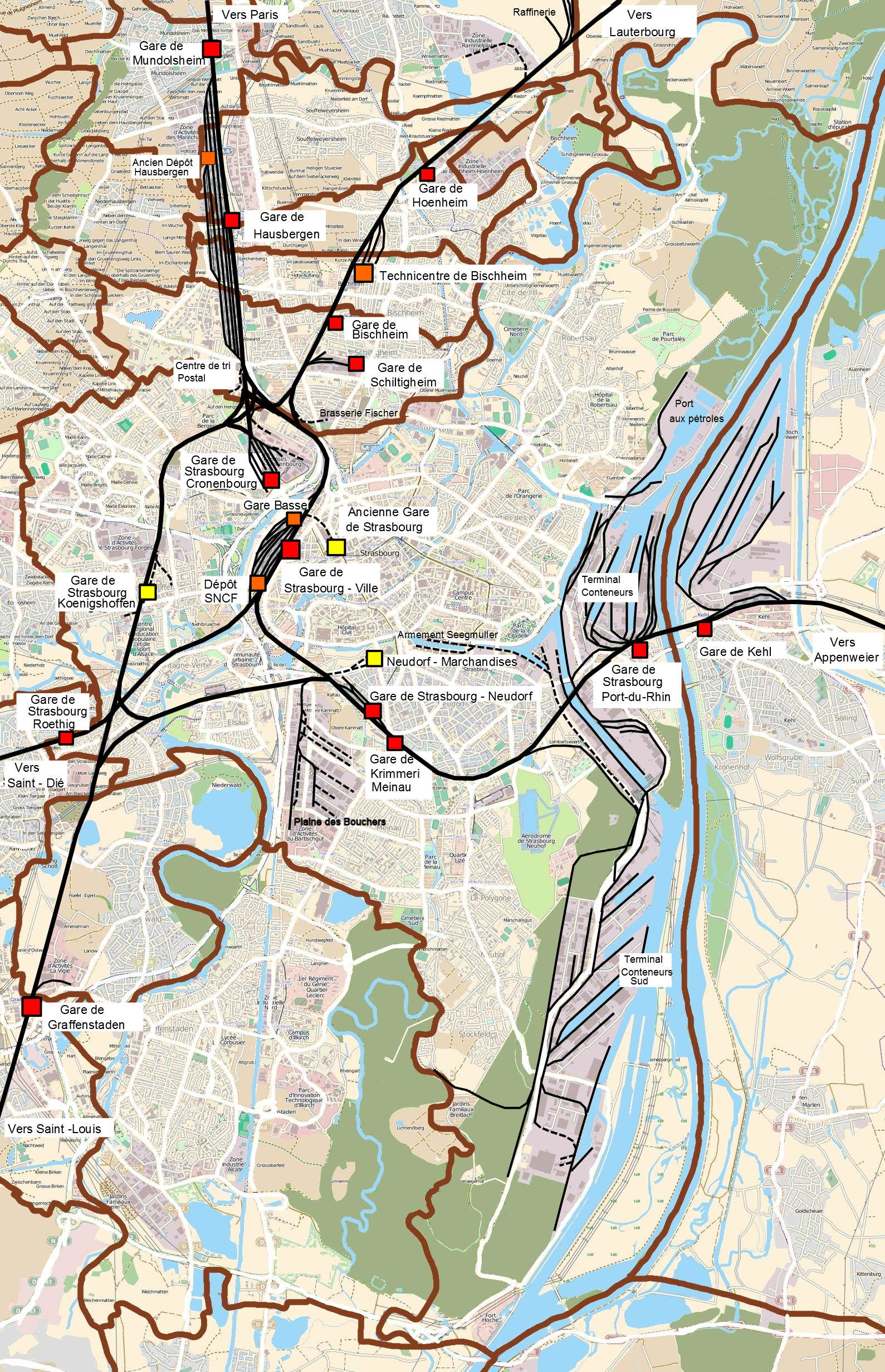
Plan du nœud ferroviaire de Strasbourg.

Sur son ban communal, Strasbourg accueille cinq autres gares ferroviaires en activité :
- Strasbourg-Cronenbourg : utilisée par le fret[2] et par l'Infrapôle rhénan ;
- Krimmeri-Meinau : halte desservie par des TER Grand Est et par l'OSB ;
- Strasbourg-Neudorf : utilisée par le fret[2], mais également par le technicentre Est Européen comme garage et chantier d'entretien pour les rames TGV ;
- Strasbourg-Port-du-Rhin : utilisée par le fret[2] (desserte des installations du port autonome de Strasbourg) ;
- Strasbourg-Roethig : halte desservie par des TER Grand Est.

Par ailleurs, le vaste triage de Hausbergen est situé au nord de l'agglomération, sur les territoires des communes de Schiltigheim, Bischheim, Hœnheim, Niederhausbergen, Souffelweyersheim et Mundolsheim ; il est donc établi à proximité de celui de Strasbourg.